# 民主党 (アメリカ合衆国)
民主党（みんしゅとう、英語: Democratic Party）は、アメリカ合衆国の政党。共和党と並ぶ現代のアメリカ合衆国の二大政党である。
党のイメージカラーは青で、民主党が強い州を「青い州（Blue State）」と呼ぶ。党のシンボルはロバで、これは民主党の最初の大統領であるアンドリュー・ジャクソンが、選挙戦中に対立政党である国民共和党員から「ジャクソン」という名前から「ジャッカス＝ロバ（ノロマ、間抜けを意味する）」と揶揄されたのを逆手にとって自らのシンボルをロバにした事が起源だといわれている。

## 概説
トーマス・ジェファーソンが創設した民主共和党を起源とし、1828年にアンドリュー・ジャクソンの支持者によって設立された。世界最古の歴史を持つ現存政党である。第二政党制下（1828年-1854年）ではホイッグ党と政権交代を繰り返したが、南北戦争以後の第三政党制・第四政党制下（1860年-1932年）では共和党に圧倒されて大半の時期は野党に沈んだ。現在の第五政党制下では共和党と拮抗して政権交代を繰り返している。
結党当初は民主党が右派で共和党が左派に位置付けられていたが20世紀前期に保革が逆転している。以後は「大きな政府」志向が強くマイノリティーの支持を集めている。都市部に強く、大都市が集まる東海岸・西海岸に強い支持基盤がある。2010年代以降は党内に中道派(中道左派、穏健派)と左派(急進左派)の対立を抱えている。
1829年3月4日から1837年3月4日まで在職した第7代大統領アンドリュー・ジャクソンを最初としてこれまでに16人の民主党員が大統領を務めた。2021年現在民主党は大統領職・連邦下院・15の州政府のトライフェクタ（州知事職と両院）・アメリカのほとんどの主要都市の市長職・合計19の州議会で過半数を保持している。現在の連邦最高裁判所判事9人のうち3人は民主党大統領によって任命されている。

## 歴史
民主党の起源は憲法制定期の反連邦派（リパブリカンズ 共和派）までさかのぼることができるが、直接の前身はトーマス・ジェファーソンらが創設した民主共和党である。同党は州権論を標榜し、連邦主義の強い国民共和党に対抗し、1828年アメリカ合衆国大統領選挙でアンドリュー・ジャクソンを当選させ、民主党と改名した。

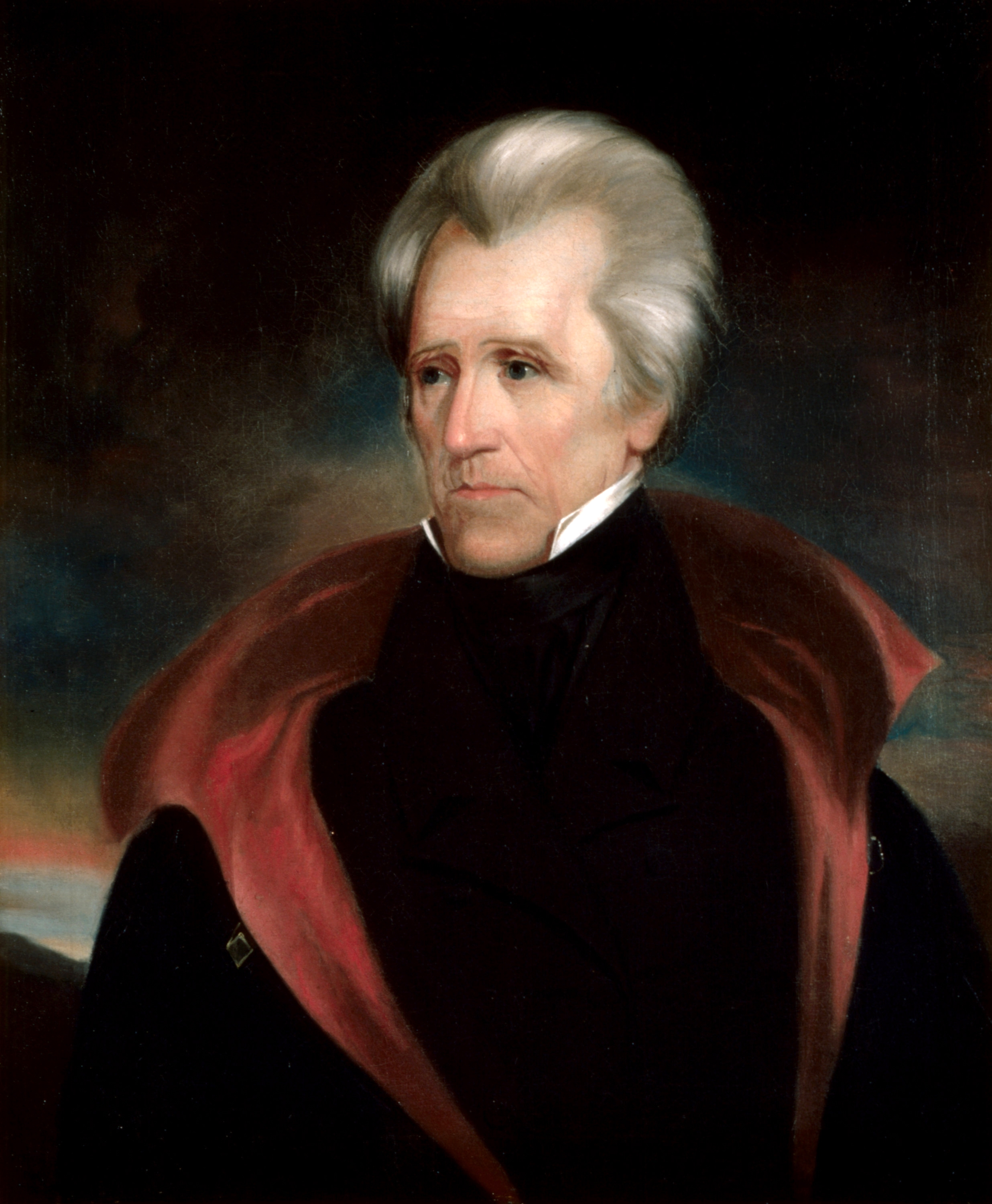
民主党最初の大統領アンドリュー・ジャクソン

初期の頃のジャクソンの民主党は東部名望家層の支配に反発する新興西部の農民やコモン・マン（家柄や教育がない人々）の利益を代表し、特権廃止、機会均等、競争の自由、普通選挙制、官職交替制、全国党大会制など民主的諸制度の確立に努めたが、ジャクソン大統領の度重なる拒否権行使などに反発を強めた反ジャクソン諸派が糾合して1834年にホイッグ党が結成され、この後しばらく民主党とホイッグ党の二大政党制となった（第二政党制）。
1830年代末に南部利益の代弁者であるカルフーン派が民主党に復帰すると、ジャクソン時代とは逆に黒人奴隷を使役してプランテーションを経営する南部入植者たちが党のヘゲモニーを握るようになり、奴隷制の維持拡大を求める南部保守主義の影響が強まった。党は分裂を回避するために奴隷制問題への態度表明を避けるようになった。
しかし、1850年代には工業化する北部を中心に奴隷制問題が政治争点として浮上し、民主党内も奴隷制を支持する南部民主党員と奴隷制への批判を強める北部民主党員の間で亀裂が深まった。特に1857年にカンザス準州で制定された奴隷制支持の条文を含むルコンプトン憲法の是非をめぐって、同憲法を支持した南部贔屓のブキャナン大統領派と、これに反対するダグラス派が激しい党内対立を起こした。
1850年代半ばにはホイッグ党の消滅と、北部を基盤に反奴隷制を標榜する進歩主義政党共和党の台頭が起こり、ジャクソン時代から連邦議会の支配権を握ってきた民主党は1858年の選挙で少数派に転落。さらに奴隷制が争点となった1860年アメリカ合衆国大統領選挙では民主党はダグラスを擁立した北部民主党と、それに反対して奴隷制支持者ブレッキンリッジを擁立した南部民主党に分裂したため、北部の都市を集中的に回る選挙戦を展開した共和党のリンカーンが当選した。
南北戦争後、党は再統一したものの、長期の停滞を余儀なくされ、共和党政権に対する半永久的な野党となった。第三政党制・第四政党制期（1860年から1932年）にはグロバー・クリーブランドとウッドロウ・ウィルソンのそれぞれ2期16年しか大統領を輩出できず、いずれも共和党の内紛に負うところが大きかった。19世紀前半が農民を支持基盤とし、土地利益の促進を目指した民主党の時代とするなら、19世紀後半は産業資本とそれと利害関係を持つ西部農民を支持基盤として急激な工業化を図る共和党の時代だった。
しかし、この間も民主党は反中央集権と個人的自由を打ち出すことによって共和党政権に取り残された不満層の受け皿として存続した。南北戦争の敗地にされ、共和党政権に怨念を持つ南部の人々、北部の都市部で低賃金に苦しむ移民（特にカトリック）、資本主義の発展で没落していく西部の中小農民などがこの時期の民主党支持層だった。この時期、北部の工業都市は外国（特に先進資本主義国イギリス）の工業から国内市場を防衛する手段として保護関税を求めていたので、共和党政権がそれを推進したのに対し、南部の農村部は低関税ないし自由貿易を求めたため、民主党の候補は関税引き下げを選挙で訴えた。
共和党が大実業家の利益の代弁者となって政治的腐敗が進行したことで政治刷新を求める運動が高まり、その機運を背景に党は1912年にウィルソンを大統領に当選させることに成功したが、第一次世界大戦後には再び共和党に敗北し、長らく政権の座から遠ざかった。

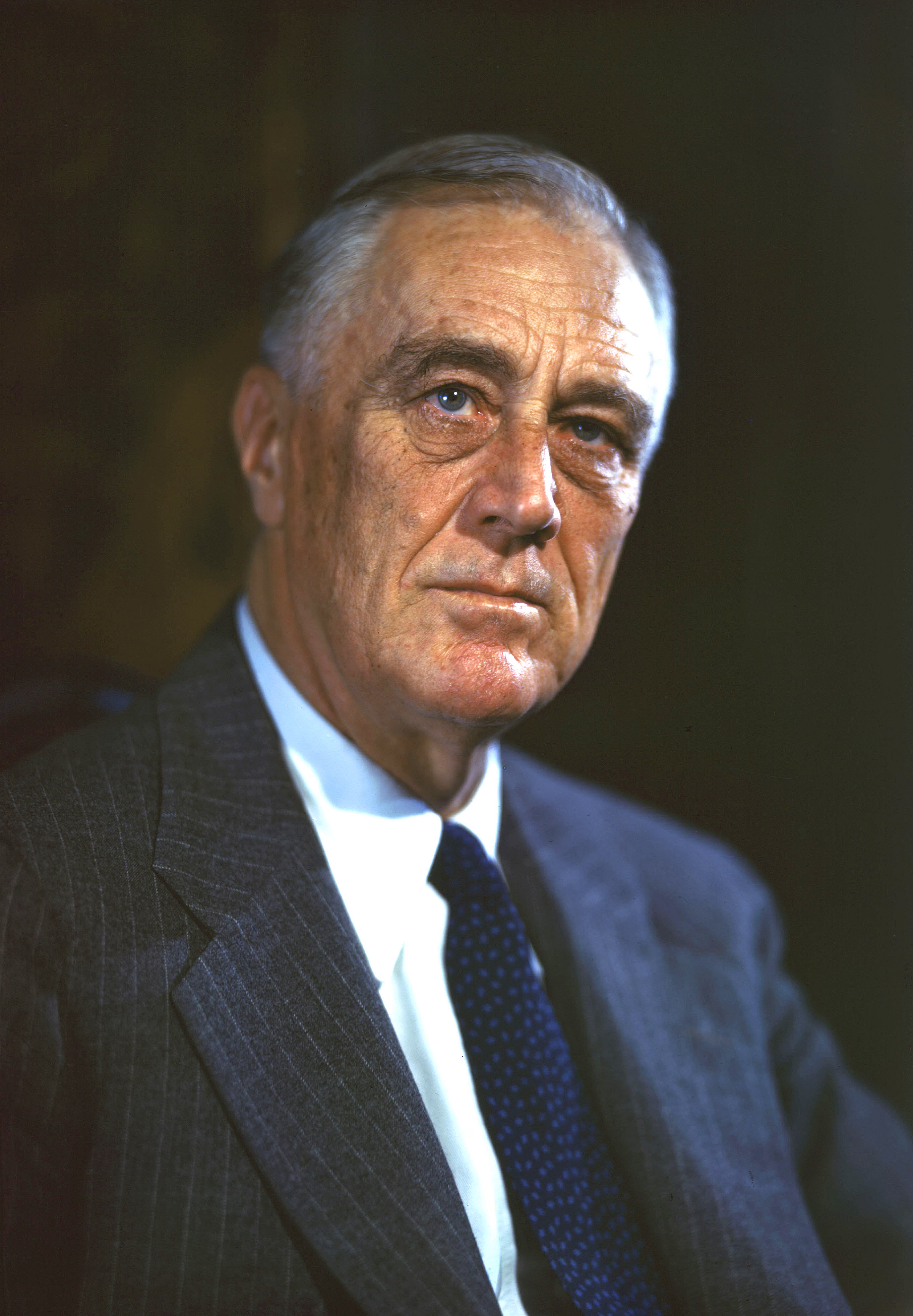
民主党の都市化・左傾化を決定づけたフランクリン・ルーズベルト

1920年代になると民主党は都市大衆を基盤とした勢力として本格的に再生されていく。世界大恐慌を背景に党の都市化を完成させたのが1932年に大統領に当選したフランクリン・ルーズベルトと彼のニューディール政策だった。特に第二次ニューディール政策は老齢年金や失業保険などを定めた1935年の社会保障法の制定や高率の累進所得税や法人税の設定など左旋回が顕著であり、これを契機に党は社会的自由主義を推進する政党となった。労働者や小農、失業者、移民、黒人などの低所得者層から支持され、この支持層を「ルーズベルト連合」と呼ぶようになり、1936年以降の長年にわたる多数党化に成功した。ルーズベルトの登場後、民主党の左傾化は決定的となり、逆に共和党や南部民主党勢力はルーズベルトへの対抗から保守化を強めていった。

### 第二次世界大戦終結後
第二次世界大戦後にはソ連の不穏な動き・朝鮮民主主義人民共和国(北朝鮮)による韓国の侵略などで反共主義が高まり、共和党のマッカーシー上院議員らによる赤狩りなどの風潮の中、民主党政権は共産主義と結びつけられて信用を失墜していった。1952年アメリカ合衆国大統領選挙では民主党人気の凋落と、共和党が当時NATO司令官だったドワイト・アイゼンハワーの担ぎ出しに成功したことで20年ぶりに共和党に政権を奪われた。

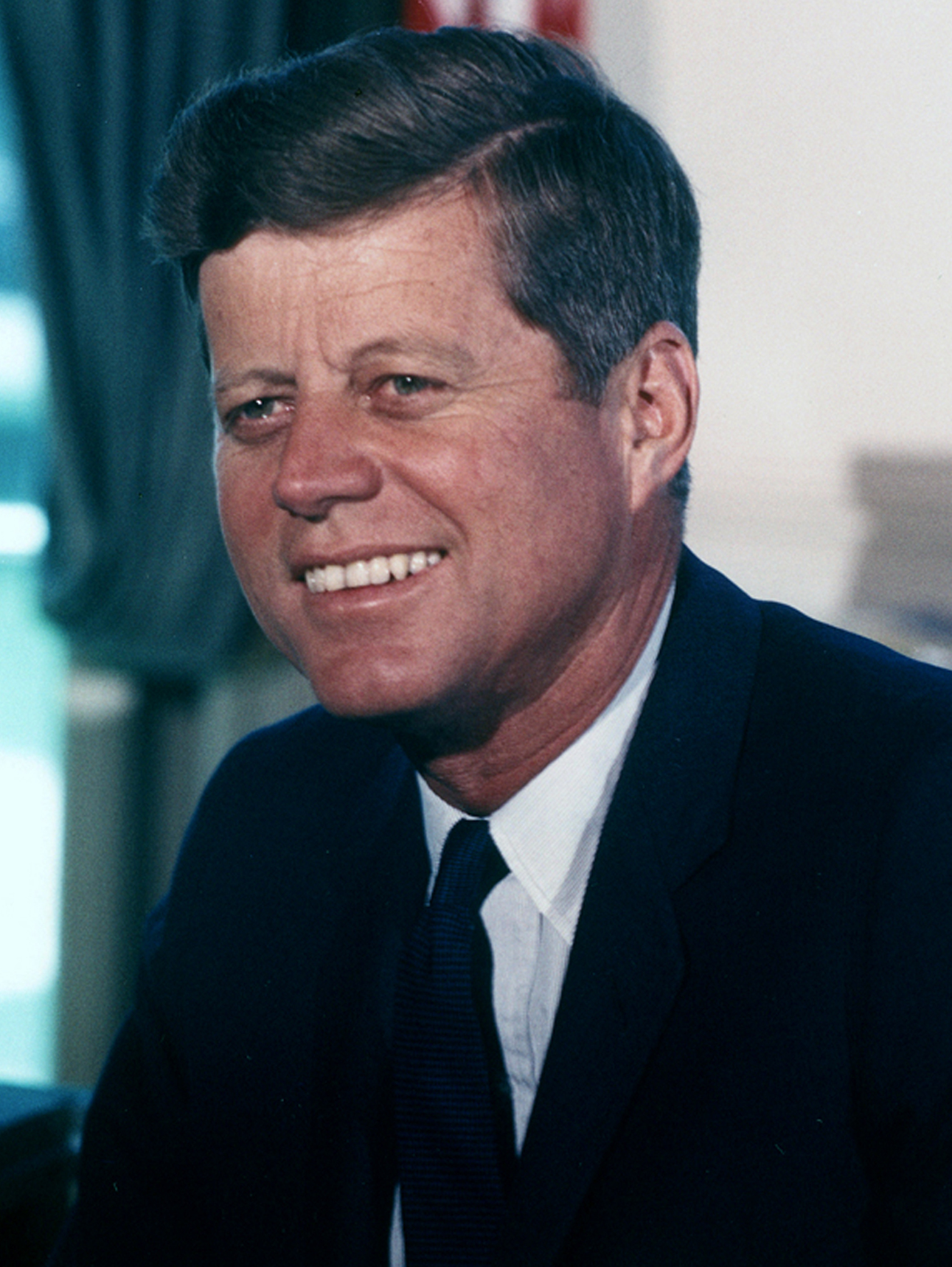
初のカトリック大統領で暗殺により神話化したジョン・F・ケネディ

反共主義の高まりの中で民主党の保守化も強まったが、1960年アメリカ合衆国大統領選挙では「ニュー・フロンティア」をスローガンにした党候補ジョン・F・ケネディを、アメリカ史上初のカトリック（非ワスプ）、また初の20世紀生まれの大統領として当選させ、若々しさを期待させた。同時にケネディは南部民主党をつなぎとめるため、保守系議員の信頼が高いリンドン・ジョンソンを副大統領とした。ケネディは黒人の公民権運動の高まりで揺れる中の1963年11月22日にテキサス州ダラスにおいて暗殺された。その悲劇的な最期は彼を神話化すると共にそれ以降のアメリカ社会に訪れた対立と混乱をいっそう際立たせる効果をもたらした。ケネディ暗殺後には副大統領ジョンソンが大統領に昇格したが、ベトナム戦争への本格介入と長期化によって党内に著しい分裂が生じた。
1968年アメリカ合衆国大統領選挙では共和党のリチャード・ニクソンに政権を奪われた。ニクソンは黒人公民権政策に否定的な態度を取ることによって南部の支持を獲得する「南部戦略」をとって民主党の地盤だった南部への進出を進めた。1972年アメリカ合衆国大統領選挙でもニクソンに敗北したが、ウォーターゲート事件でニクソンが辞職した後の1976年アメリカ合衆国大統領選挙では共和党の現職ジェラルド・R・フォードに党の大統領候補であるジミー・カーターが勝利し、8年ぶりの民主党政権が発足した。しかし、カーター政権では財政赤字が膨らんだ上にイラン革命の石油危機によるスタグフレーションなど経済危機が深刻化して人気は急落し、「小さな政府」を掲げるロナルド・レーガンら共和党右派が支持を集めるようになり、1980年アメリカ合衆国大統領選挙では現職のカーター大統領がレーガンに敗北した。
その後はロナルド・レーガン政権の2期8年、ジョージ・H・W・ブッシュ政権の1期4年の12年に渡る長期の共和党政権下で民主党は野党に甘んじた。保守色の強いレーガンの時代に共和党の南部進出はより強固となり、1980年と1984年の大統領選挙では「レーガン・デモクラット」と呼ばれる南部民主党員のレーガン支持現象が発生している。1984年アメリカ合衆国大統領選挙では、女性初の副大統領候補ジェラルディン・フェラーロを指名した。

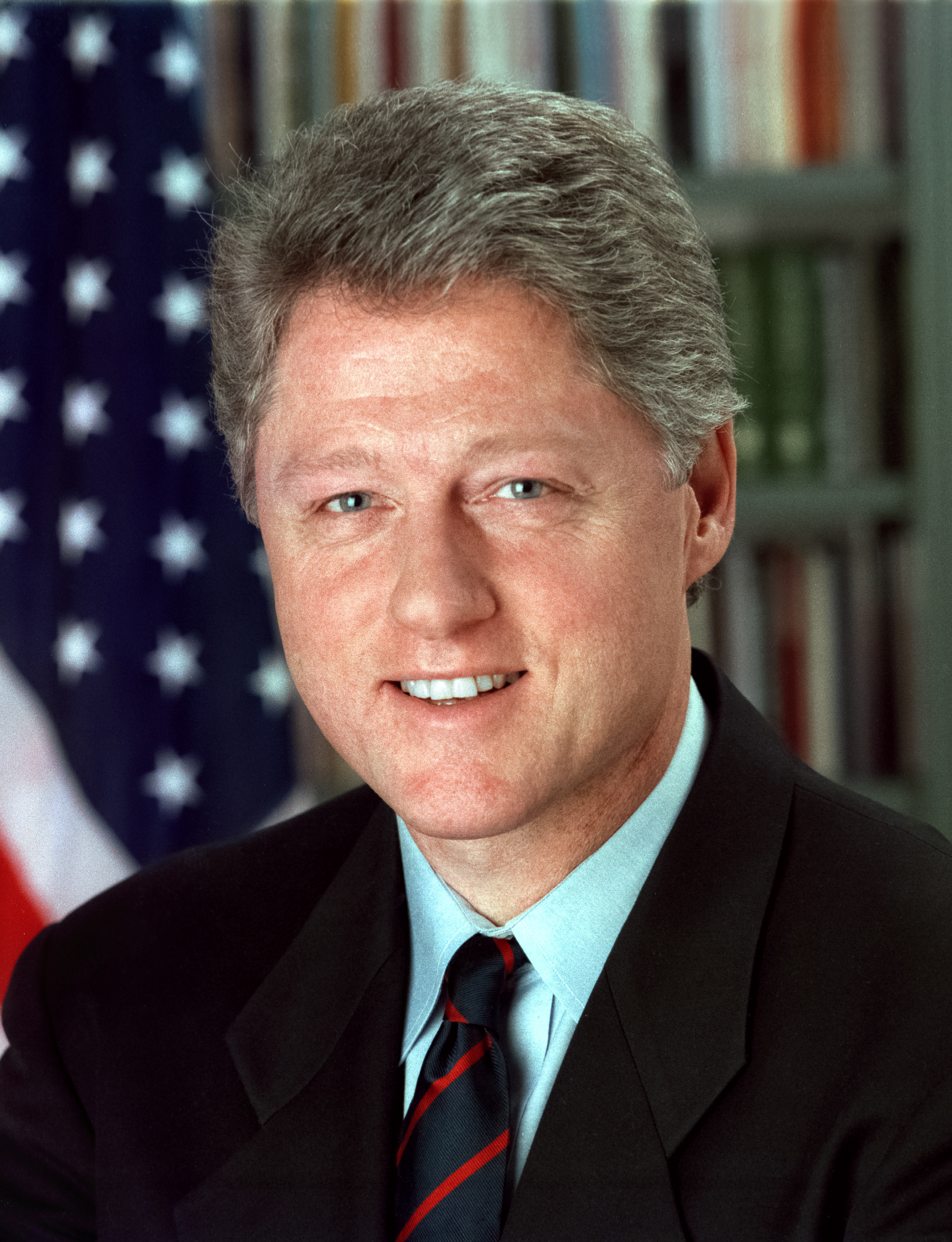
ニューデモクラットの中心人物であり、民主党の左翼色を弱めて中道政党化を推進したビル・クリントン

また、1980年代には高いレーガン人気のもとで、民主党内でもレーガンの「小さな政府」論に影響を受けてニューディール・リベラリズムから脱却しようという機運が若い民主党員の間で起こった。彼らは恵まれない有権者への配慮という伝統的な党の立場に軸足を残すことでレーガンと差別化しつつ、従来の党主流派リベラルを労働組合の傀儡と批判した。この勢力はやがてニューデモクラットと呼ばれるようになり、アーカンソー州知事ビル・クリントンがその代表格だった。1992年アメリカ合衆国大統領選挙では南部や中道の票を確保できる候補と期待されたクリントンが党大統領候補となり、湾岸戦争の勝利で有利とみられていた現職父ブッシュの再選を阻止して当選を果たし、12年ぶりに民主党政権を誕生させた。クリントンはこれまでの民主党大統領より経済問題で共和党保守派に近い立場だったが、社会・文化問題はリベラルな立場だったので結局二大政党の対立は緩和されず、目玉の医療保険改革も共和党の反対で挫折し、支持率は低下、1994年の中間選挙では上下両院とも共和党に過半数を奪われた。しかしこの選挙で党内リベラル派が退潮したのでクリントンは本来共和党保守派の争点だった社会福祉改革、財政均衡、犯罪防止強化、家族重視の価値観、不要な規制撤廃などを政策アジェンダに取り込み、民主党に付きまとう「増税と歳出増の党」というイメージの払拭を図った。加えて冷戦終了後の軍縮による財政赤字の減少・オクラホマシティ連邦政府ビル爆破事件の優れた演説・好景気などに後押しされて支持率が再上昇し、1996年アメリカ合衆国大統領選挙で再選された。2期目の任期をクリントンはうまく乗り切り、1998年には連邦財政の黒字を叩き出し、増税と社会政策への野放図な支出という民主党のイメージを一変させ、民主党の中道政党化を完成させた。
2000年アメリカ合衆国大統領選挙ではクリントン政権のアル・ゴア副大統領が党の大統領候補として出馬したが、クリントン政権末期の不倫スキャンダルが尾を引いたことや左派の第3候補であるラルフ・ネーダーの出馬で票を削られたことで、共和党の大統領候補であるジョージ・W・ブッシュに得票数ではわずかに上回るも獲得選挙人数で敗北して落選となり、政権を失った。2001年9月11日の同時多発テロ事件後には国民団結ムードの中で民主党もブッシュ政権に協力の姿勢を取り、テロ直後のアフガン戦争はほぼ挙国一致で遂行されたが、その後のイラク戦争をめぐっては民主党内は意見が分かれ、2002年10月の対イラク武力行使容認決議案に約半数の民主党議員が反対に回っている。しかし「戦時大統領」ブッシュの強い人気のもと2002年の中間選挙は民主党が上下両院とも議席を減らして敗北。その後イラク戦争への批判が高まってくるとブッシュ政権の支持率は低下傾向に入ったが、2004年アメリカ合衆国大統領選挙は党の大統領候補であるジョン・フォーブズ・ケリーがブッシュに敗北しており、同時に行われた上下両院選挙でも民主党はさらに議席を落とすという惨敗に終わった。しかし2期目の中間選挙である2006年11月の議会選挙はイラク戦争問題だけでなく、ハリケーン・カトリーナ被災の対応遅れや共和党議員のスキャンダルなどが連続する中で行われたため、民主党が上下両院において多数派を奪還している。

初の非白人大統領バラク・オバマ

2008年アメリカ合衆国大統領選挙ではケニアにルーツのある黒人系の血を引く党の大統領候補であるバラク・オバマがアメリカ史上初めて非白人の大統領に選出され、8年ぶりに政権を奪還した。また、同時に行われた上下両院の議会選挙でも議席を伸ばした。オバマは国民皆保険の公的健康保険制度の導入を目指したが、共和党や民主党右派の強い反発によって修正を迫られ、最終的には民間保険会社に対する政府の監督を強化すると共に低所得者層の保険料控除制度を州ごとに創設させ、事業者に従業員の保険加入を義務付ける医療保険改革案（オバマケア）を2010年3月に成立させた。しかしこれには巨額の政府支出が必要となり、共和党右派は「社会主義」と批判してオバマ攻撃を強めた。失業率の高さもあって2010年の中間選挙で民主党は議席を減らし、上院では過半数を維持したものの、下院では共和党に過半数を奪われた。2012年アメリカ合衆国大統領選挙ではオバマ大統領が再選を果たしたが、同時に行われた議会選挙は上院は民主党、下院は共和党というねじれが続いたままの結果となった。さらに2014年の中間選挙では上院も下院も共和党に過半数を奪われた。
2016年アメリカ合衆国大統領選挙では史上初の女性大統領の誕生を目指す元ファーストレディのヒラリー・クリントンを党の大統領候補に正式指名したが、共和党の大統領候補であるドナルド・トランプに対して得票数では約300万票上回ったものの獲得選挙人数で敗北したため政権を失った。しかし2018年11月の中間選挙では民主党が下院の過半数を奪還することに成功した。
さらに2020年アメリカ合衆国大統領選挙ではオバマ政権の副大統領だったジョー・バイデンを党の大統領候補に正式指名し、現職のトランプを破って当選した。同日に行われた下院選挙と上院選挙でも民主党は両方で過半数を獲得した（上院はカマラ・ハリス副大統領の議長決裁含む）。2021年1月20日正午(日本時間1月21日午前2時)に正式にバイデンが第46代大統領に就任した。なお、この時議会周辺はトランプ支持者によるアメリカ連邦議会占拠の影響で厳戒態勢が敷かれた。民主党がホワイトハウスと上下両院をすべて掌握したのは2009年以来のことである。

## 党の思想や傾向など

### 党の基本的立場
一般に共和党が市場を重視する「小さな政府」を推進するのに対し、民主党は平等主義を志向し、政府の役割を重視する「大きな政府」を推進するとされる。そのため民主党は福祉（公的扶助）に関して拡充を目指し、公的扶助受給者に対して介入を行うことに反対する傾向がある。対して共和党は公定扶助をできる限り縮小するとともに、公的扶助受給者には勤労論理教育や労働を義務付けることを目指す傾向がある。ただし民主党でもニューデモクラットなどは公的扶助受給者に労働を課すことを主張する傾向がある。
民主党は健康保険制度について、国民皆保険制度に前向きである。ビル・クリントン政権下ではファースト・レディのヒラリー・クリントンの提唱による国民皆保険の公的健康保険制度（ユニバーサルヘルスケア）の導入案が1994年後半の議会にかけられている（議会の多数を握る共和党の反対で挫折した）。また、バラク・オバマ政権下では民間保険会社が販売する健康保険の購入を公的補助のもと国民に義務付けた医療保険制度改革（オバマケア）が発効している（2017年に政権に就いた共和党のトランプ政権がオバマケアの廃止を目指して裁判所に違憲として提訴し、係争中となっている）。
累進課税・相続税の強化・法人税引き上げに賛成の立場を取る。また、自由貿易主義を主張する共和党とはやや一線を画す国内産業保護主義を取る。特に労働組合や環境派などのリベラルに自由貿易反対の傾向が強い。他方ニューデモクラットは自由貿易に前向きであることが多い。
共和党に比べて環境問題への取り組みに積極的であり、政府による規制を強化することで公害の除去・防止や環境保全を進めようとする考えを支持している。地球温暖化問題に取り組む民主党のアル・ゴア元副大統領は、ドキュメンタリー映画『不都合な真実』での環境問題に対する啓発活動が評価され2007年のノーベル平和賞を受賞するなど話題になった。
LGBTの権利の擁護にも積極的で、同性婚やシビル・ユニオンに賛成する者が多いと言われる。
武器保有権を定めたアメリカ合衆国憲法修正第2条を「州の権利」と理解することで、これを「個人の権利」と理解する共和党に比べると銃規制に前向きと言われる。
死刑制度・執行に反対する傾向がある。1988年に連邦最高裁判所が死刑の再開を認めて以降の連邦政府による死刑執行は全て共和党政権下（ジョージ・W・ブッシュ政権、トランプ政権）で行われており、民主党政権下では行われていない。現在の民主党の大統領であるジョー・バイデンも死刑廃止論者である。
他に選挙資金改革・刑事司法・移民制度改革・マリファナの合法化などにも前向きな傾向がある。ただしアメリカは政党規律が弱いので、以上に挙げたような傾向に全ての民主党員が当てはまる訳では無い点に注意を要する。

### 中道派と左派
2016年アメリカ合衆国大統領民主党予備選挙・2020年アメリカ合衆国大統領民主党予備選挙など、近年の民主党内では中道派（中道左派・穏健派）と左派（急進左派）の対立がよく見られる。左派とは社会保障の大幅な拡充を訴え、その財源として大企業・富裕層からの「富裕税」の取り立て・国防費・警察予算の削減を主張する勢力である。対する中道派はそれに反対ないし慎重な立場をとる勢力である。
左派あるいは急進左派の代表的人物としてはバーニー・サンダース、エリザベス・ウォーレン、アレクサンドリア・オカシオ＝コルテス、イルハン・オマル、ラシダ・タリーブなどがいる。

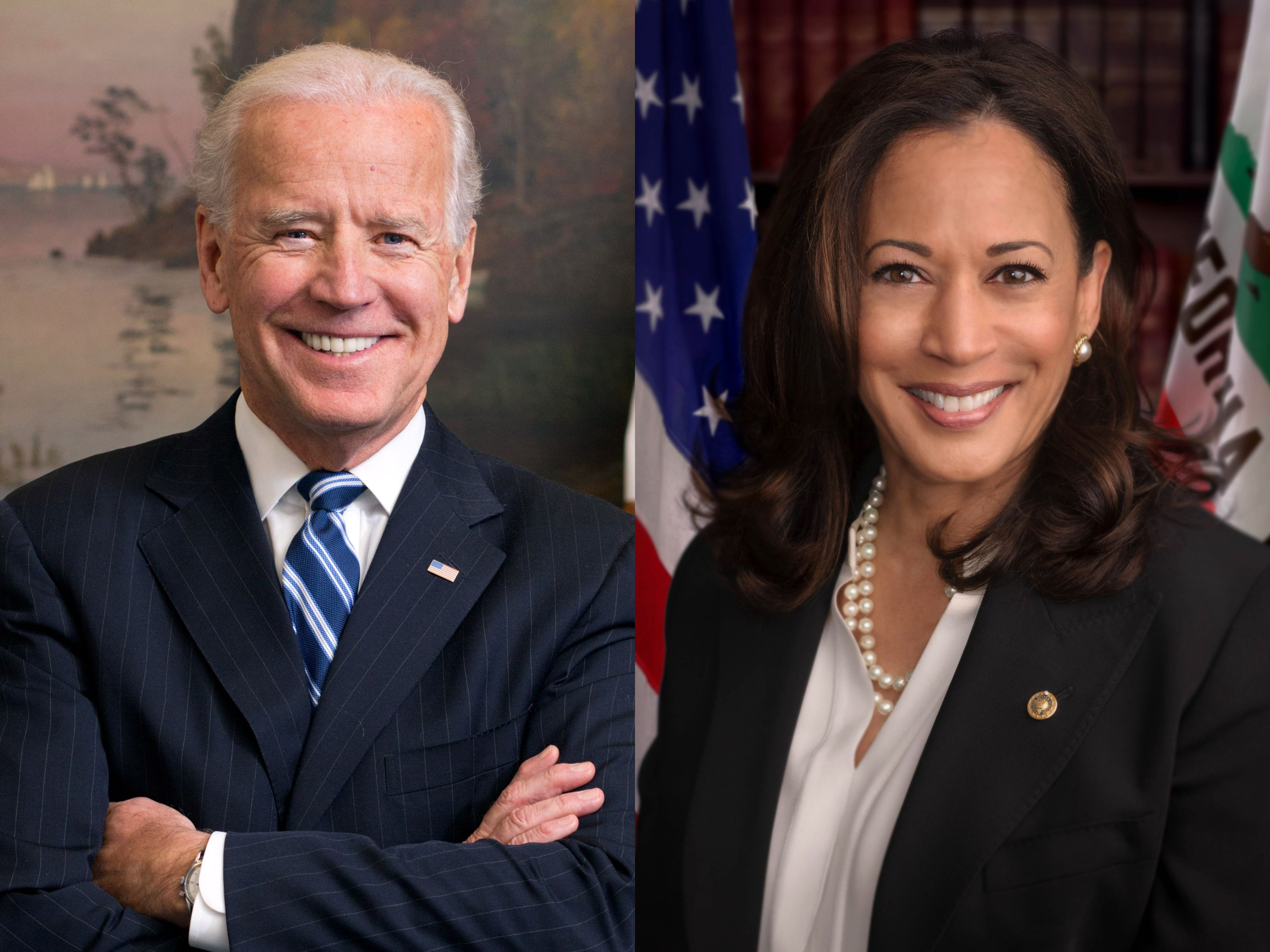
ジョー・バイデンとカマラ・ハリス。中道派の代表的人物である。

対する中道派の代表的人物としてはジョー・バイデン、カマラ・ハリス、ヒラリー・クリントン、ピート・ブティジェッジ、エイミー・クロブシャーなどがいる。また、元大統領のビル・クリントン やバラク・オバマ
、アル・ゴア元副大統領も中道派とされる。ナンシー・ペロシ下院議長も左派を警戒する立場である。
1991年にサンダースが6人で発足させた下院民主党左派議員の集まり「議会進歩派議連」は2018年にオカシオ・コルテスら若手の当選により95人に増加し、今や同党下院の4割を占めており、その分中道派は細ってきている。左派台頭の原因は冷戦時代の実感が薄い1980年代以降生まれの「ミレニアル世代」が、自由を抑圧する社会主義の負の側面への抵抗感より、格差の是正への期待を左派に寄せるようになったためだという指摘がある。
2016年アメリカ合衆国大統領選挙の民主党の敗因として、当時の候補であったヒラリー・クリントンが左派を軽視しすぎたせいで左派の票が得られなかったという分析があったため、2020年アメリカ合衆国大統領選挙での民主党の大統領候補であるバイデンは、政策をかなり左派に寄せた。左派も前回の反省から2020年アメリカ合衆国大統領選挙では全面的にバイデン支援に回った。しかしそのために大統領選挙ではドナルド・トランプから「バイデンは極左に乗っ取られた操り人形」、「社会主義者の『トロイの木馬』」 と執拗に攻撃された。共和党の戦略アドバイザーのホイット・エドワーズは「バイデンが左派の政治家になれば、国民全体の過半数をまとめることができるはずの自身の能力を損なうだろう」と分析する。
2020年アメリカ合衆国大統領選挙にてバイデンの当選確実が出た後、左派はバイデンに閣僚ポストなどを見返りとして要求していると伝えられるが、閣僚ポスト配分は現在のところ中道派を中心に行われており、左派たちは蚊帳の外に置かれて不満を抱いていると報道されている。また2020年連邦議会選挙の民主党の党勢が振るわなかったことについて、左派と中道派の間で責任の押し付け合いが発生していると伝えられる。大統領選挙戦中は「打倒トランプ」を優先して対立を避けた両派だったが、バイデン当選後は封印してきた対立に再燃の兆しがあると報じられている。

### 党の外交問題に対する立場
民主党は外交については一般に国際機関やグローバル・アジェンダを重んじた国際協調主義の立場を取るとされており、単独行動主義の強い共和党との対比で民主党はハト派とされることが多い。共和党に比べると軍事力行使にもやや消極的である。しかし、第1次・第2次世界大戦や朝鮮戦争、ベトナム戦争などへの参戦は民主党政権によって行われており、必要と判断すれば戦争をためらうような党ではない。またコソボ空爆などの例がある様に先進国各国の協力・支援が取り付けられれば国際連合を無視した武力行使も辞さない。
2020年アメリカ合衆国大統領選挙で当選を確実にしたジョー・バイデンは、「アメリカは戻ってきた。アメリカは世界を率いる用意がある」「アメリカは同盟諸国と組んだ時が最も強力だ」と述べ、ドナルド・トランプ時代のアメリカ第一主義から決別し、「同盟重視」を前面に打ち出していく立場を表明している。

#### 対中政策
中国に対しては議会を中心に保護貿易主義の傾向が強いため、対中貿易赤字には敏感である。ナンシー・ペロシ下院議長などを中心とするリベラル派が人権問題やチベット問題を非難するなど近年は中国の軍事拡張に批判的な姿勢を取るケースが増えつつある。このことから近年党内では対中強硬派が台頭している。中国が香港の自治を踏みにじる「香港国家安全維持法」を施行したことに対抗して、2020年7月1日に民主党が過半数を占める下院は、中国に制裁を科す「香港自治法案」を全会一致で可決させた。ペロシ下院議長は「国家安全維持法は香港の人々に対する残忍で徹底的な弾圧であり、約束されていた自由を破壊しようしている」と中国を批判した。2020年アメリカ合衆国大統領選挙の時にバイデンは中国の習近平総書記のことを「100万人のウイグル族を収容所に入れた悪党」と名指しで非難している。
当選後もバイデンは中国の不公正な貿易慣行や人権侵害などについて「中国政府に責任を負わせる」と述べ「中国と競う上で、志を同じくする同盟国やパートナー国と連合することによって我が国の立場は一層強くなる」「我が国だけなら世界経済に占める割合は約25パーセントに過ぎないが、民主的なパートナー国と連合すれば、経済的な影響力は2倍以上になる」と述べ、トランプ政権の同盟国軽視の単独行動主義を批判すると共に同盟国と連携して中国に対抗していく考えを示した。

#### 台湾政策
2020年アメリカ合衆国大統領選挙の政策綱領において「台湾関係法」の履行を約束し、台湾住民の期待と最良の利益に合致した両岸問題の平和的解決を引き続き支持するという立場を表明した。中華民国（台湾）外交部は「これを歓迎し、感謝する」「今後も引き続きアメリカ民主党、共和党の両方と緊密な協力関係を築き、共通の価値観に基づく台米のグローバル・パートナーシップをより深める」とする声明を出した。

#### 対ロシア政策
2016年アメリカ合衆国大統領選挙に介入して党の大統領候補であるヒラリー・クリントンの当選を妨害したと言われていることがあって、民主党内は反ロシアの機運が強く、「もっとも主要な敵」と位置付けている。

#### 中東政策
中東問題に関しては、共和党ほど親イスラエルではない傾向がある。2016年12月23日には民主党のオバマ政権が、イスラエル政府や親イスラエル派のドナルド・トランプ（当時次期大統領）からの要求を退けて、イスラエル入植活動停止を求める国連安保理決議に拒否権を発動せず、同決議を可決させている。イスラエル政府とトランプはこの対応を激しく批判した。しかしオバマ政権は立場を変えず、同年12月28日には同政権のジョン・フォーブズ・ケリー国務長官がイスラエルの入植活動を公然と批判する演説を行った。アメリカの主要閣僚が同盟国のイスラエルを公然と非難するのは極めて異例のことだった。
民主党急進左派でムスリム系の下院議員イルハン・オマルとラシダ・タリーブは特に反イスラエル的な言動で知られ、イスラエル政府から反ユダヤ主義者として批判されている。2019年に彼女らがイスラエルが占領しているヨルダン川西岸や東エルサレムを訪問しようとした際、トランプ大統領が「オマール議員とタリーブ議員の訪問を認めたら、イスラエルは大きな弱みを見せることになる。2人はイスラエルと全てのユダヤ人を憎んでいるし、その考えを変える手立てはない。ミネソタ州とミシガン州で2人が再選されるのは困難だろう。不名誉な議員だ！」とツイートし、2人を入国禁止にするようイスラエル政府に呼びかけた。イスラエルのベンヤミン・ネタニヤフ首相がこれに応じて「（両議員の）唯一の目的はイスラエルを傷つけ、イスラエルに対する反逆を扇動することだ」として2人を入国禁止処分に処した事件があった。

#### カナダ・ヨーロッパ諸国
比較的リベラルなカナダ・ヨーロッパ諸国とは相性が良いことが多い。2020年アメリカ合衆国大統領選挙でもバイデン当選とトランプ落選の報道にカナダ・ヨーロッパ諸国は総じて歓迎ムードである。

### 党の支持層
長期の共和党政権が続いた第三政党制・第四政党制期（1854年-1932年）には共和党が北部を支持基盤とし、近代産業の振興の立場を取ったのに対して、民主党は南部を中心とした勢力を支持基盤に持ち、南部の農場主等の権益の擁護を中心としていた。南北戦争で敗戦地にされ、取り残された南部の人々はリンカーンを出した共和党への怨嗟の念を強め、「南部の失われた大義」の感情を持ち、共和党の対立政党である民主党を支持した。南部の民主党支持の伝統はこの後長期にわたって続き、貧者の党である民主党内に南部の貴族的な有産者階級が多数混じるという奇妙なねじれ現象を起こすことになった。南部以外でこの時期に民主党を支持したのは北部の移民たちだった。彼らは都市部や工場で低賃金で働く社会の底辺層を構成し、現状の社会に不満を募らせ、民主党支持に傾いた。特にカトリック移民は、プロテスタント国家権力の干渉から私生活の自由を求める願望が強く、民主党の個人的自由の訴えに共感した。さらに資本主義の進展で共和党がますます商業・工業の党になっていくにつれて、西部の中小農民も取り残された人々となり、彼らも民主党支持へ傾いた。
1920年代以降都市大衆を基盤とした政党への転換がみられるようになり、特に世界恐慌の最中の1932年にフランクリン・ルーズベルトが大統領に就任してホワイトハウス入りし、大恐慌で苦しむ都市労働者・黒人（アフリカ系アメリカ人）・カトリック教徒・ユダヤ系市民・そして民主党の伝統的な支持基盤である南部人らを結集したいわゆる「ニューディール連合」を形成することとなった。
しかし、ルーズベルトの登場後は民主党の都市化・左傾化は決定的となり、南部民主党はその不満から共和党とともに保守化を強めていった。1964年の公民権法および1965年の投票権法の後、多様な価値観を内包する党は、公民権立法などの人種政策の実施過程において、南部白人層の離反を招くことになった。これにより両党の中心的な基盤は変化し、大統領選の駆け引きにおいて南部の州はより確実に共和党寄りとなり、北東部の州はより確実に民主党寄りとなった。1970年代から1980年代にかけては南部民主党の保守派が次々と共和党へ移るようになり、1980年や1984年の大統領選挙では「レーガン・デモクラット」（南部白人の民主党員が共和党のロナルド・レーガンに投票した現象）も発生している。
また女性の権利をめぐる中絶論争で進歩的な政策を取ることから宗教的保守派などの離反も招いた。ここに二大政党制の再編成が起こり、民主党は窮地に追いやられることになったといわれている。その後もヒトES細胞の研究の可否・同性愛の諾否（性的少数者・LGBTの権利諾否）・同性間における結婚（同性結婚）の諾否など、キリスト教国家として宗教的価値観と関連する問題で一般に進歩的な政策をとることから、宗教的保守派（ただし、カトリック教会は除外）の支持は失っている。
かつては強力だった労働組合の要素は1970年代以降は小さくなったが、労働者階級は民主党の重要な構成要素であることに変わりはない。また、都市部に住む人々・女性・大学卒業者・ミレニアル世代・性的・宗教的・人種的マイノリティも民主党を支持する傾向にある。
現在の主な支持層は東海岸・西海岸及び五大湖周辺の大都市市民及びプロフェッショナル・アカデミア・若年層・労働階級である。また黒人（アフリカ系）・ヒスパニック（ラテン系・南米系）・アジア系（フィリピン系アメリカ人・華僑・日系アメリカ人・韓国系アメリカ人など）などの非ヨーロッパ系の人種的マイノリティにも民主党支持者が多い。ただしヒスパニックのうちキューバ系はキューバで共産革命が起きた際に亡命してきた人やその子孫が多いので、反共主義の感情が根強く共和党支持者が多い。

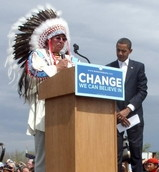
2008年アメリカ合衆国大統領選挙で民主党の大統領候補であるバラク・オバマの応援演説に駆けつけたクロウ族議長カール・ベン

アリゾナ・ニューメキシコ・モンタナ・ノースダコタ・サウスダコタ・ワシントンD.C.・アラスカ・アイダホ・ミネソタ・ウィスコンシン・オクラホマ ・ノースカロライナなどに住むネイティブ・アメリカン（インディアン）も大半が民主党を支持している。ネイティブアメリカンの民主党への投票率の高さは黒人のそれを超える。
また、音楽産業やハリウッド映画産業などのエンターテインメント業界からの支持が強いのも特徴である。大統領選挙や中間選挙などでは、民主党を支持している著名なミュージシャンや俳優など芸能関係者が応援演説に駆け付ける姿が恒例となっている。2020年アメリカ合衆国大統領選挙でもビリー・アイリッシュやテイラー・スウィフトがバイデン支持を表明したり、レディ・ガガがバイデンの応援演説に駆けつけたり、ブラッド・ピットがバイデンのキャンペーンCMに出演したり、映画『アベンジャーズ/エンドゲーム』の監督ルッソ兄弟がバイデンの選挙活動を支援するための資金集めパーティーを企画してクリス・エバンス、スカーレット・ヨハンソン、ポール・ラッド、マーク・ラファロ、ドン・チードル、ゾーイ・サルダナら映画出演者が参加するなどしている。
「マサチューセッツ州、ニューヨーク州、カリフォルニア州は民主党が優勢な州である」と認識されているが、1908-2004年の25回の大統領選挙で最多得票を獲得した候補者の所属政党を見ると、マサチューセッツは民主党が17回-共和党が8回、ニューヨークは民主党が14回-共和党が11回、カリフォルニアは民主党が11回-共和党が13回-独立党派が1回である。1957-2006年と現職の州知事の在職期間を見ると、マサチューセッツは民主党が26年-共和党が28年、ニューヨークは民主党が26年-共和党が28年、カリフォルニアは民主党が20年-共和党が34年である。近年の知事の在職期間を見ると、マサチューセッツは1991-2007年、ニューヨークは1995-2006年、カリフォルニアは1983-1999年、2003-2011年は共和党の州知事の在職期間である。

## 組織

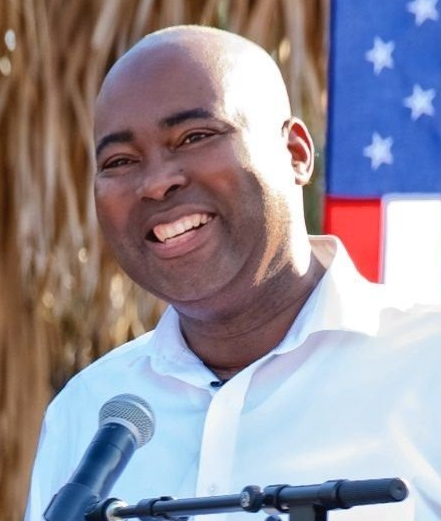
現在の民主党全国委員長ジェイミー・ハリソン

制度的な組織は民主党も共和党も同じである。アメリカの二大政党は西ヨーロッパ・日本の政党とは異なり、党全体の意思決定を行う機関も・党の最高責任者の党首・党の基本理念を定めた綱領も存在しない。政党の組織についても、政党の公式な組織である「政党組織」（party organization）と、政党に所属する公職者（大統領や連邦議会議員）からなる「国家組織の中の政党」（party in gonvernment）では基本的に分離して存在しており、競合・対立することすらある。ここでは政党組織について触れるものとし、連邦議会における党については下記を参照。
全国委員会（National Committee）が党の最高機関と位置付けられており、この全国委員会が四年に一度全国大会を組織し、その大会において大統領候補と副大統領候補が選出される。また全国委員会は一年に二度会合を開くが、委員に就任するのは地方政治などで活躍した著名な党員が多い。全国委員会本部は首都ワシントンD.C.に置かれ、委員長は常勤で務める。委員長は党首ではなく、事務局長的な役割を果たすにとどまる（党首のようなものは民主党にも共和党にも存在しない）。委員長には将来性のある若手政治家が付くことが多い。大物政治家が形式的に就任するようなことはなく、委員長は実際に総務の一切を引き受け、そのポストは若手政治家のトレーニングの場になっていると見られる。本部には広報担当など様々な部局が存在し、専門職としての背景を備えた人間たちが務めている。
全国委員会の下には州委員会（State Committee）がある。州委員会の形は州ごとに様々であるが、州内の郡（county）や選挙区（district）から選出された委員がメンバーになっている。州委員にそれほど権限があるわけではないが、全国大会の州代表になることが多いので実力者が就任することが多い。
州委員会の下に郡委員会（County Committee）や選挙区委員会（District Committee）がある。実際の党活動は郡や市の委員会の単位で行われる。選挙区とは連邦下院議員を選出する目的で作られた区割りであり下院議員選挙において重要な意味を持つため、地元の有力者が就任することが多く、彼の周りに側近の活動家たちが控えていて、いざという時には側近たちがさらにその側近たちを駆り出すという出動態勢を整えていることが多い。民主党と共和党はこのような有力者を全米にそれぞれ3000人持っているといわれる。
選挙区はさらにプレシンクト（precinct）という住民数百人規模の小さな地区で分割されており、そこの統括者をキャプテンと呼ぶ。キャプテンは民主党・共和党それぞれ10万人持っていると言われ、その中で頭角を現した者が選挙区の指導者になり、その中でさらに指導力を発揮した者は州委員会のメンバーになり、全国大会に出席できる名誉を得られる。
予備選挙が普及する以前は地方党組織は「マシーン」と呼ばれ、地方党幹部は各種選挙での党の候補者の指名権を握ったので大きな権限を持ち。「ボス」と呼ばれた。ボスが行う任用は猟官制といわれる情実任用制度であり、選挙や党活動で貢献することが採用や昇進に有利になることが多かった。しかしこのやり方だと党や幹部への忠誠心が重視されがちで、しばしば不適切な人物の採用や昇進が行われる原因になったことから、しだいに能力主義や試験による採用・昇進に移っていった。さらに政党民主化の流れの中で党の候補者は予備選挙で決めるやり方が普及していった。
民主党も共和党も強固な組織政党というわけではない点に注意を要する。党上部組織や党幹部の指示に従わないと処罰されるような文化はアメリカの二大政党には存在しない。党員たちは党の組織系統に注意を払うことなどほとんどないので、不明確な責任体制の中で物事を進めるのが一般的である。その実態は各地方の有力者の緩やかな連合体にすぎず、政党運営方法には地元特有の事情が大きく働き、地方ごとに様々である。上部組織のいうことなど全く意に介さないキャプテンも珍しくはないし、党内での対立や派閥争いなどは頻繁である。入党や離党も全くの自由であり、有権者登録や予備選挙登録の際に党名を記入する欄があり、そこに記入するとその党の党員として扱われ、それ以外の入党手続きは一切ない。党費納入義務も党活動への参加義務もほとんどないと言ってよい。

## 大統領候補と副大統領候補

### 選出方法

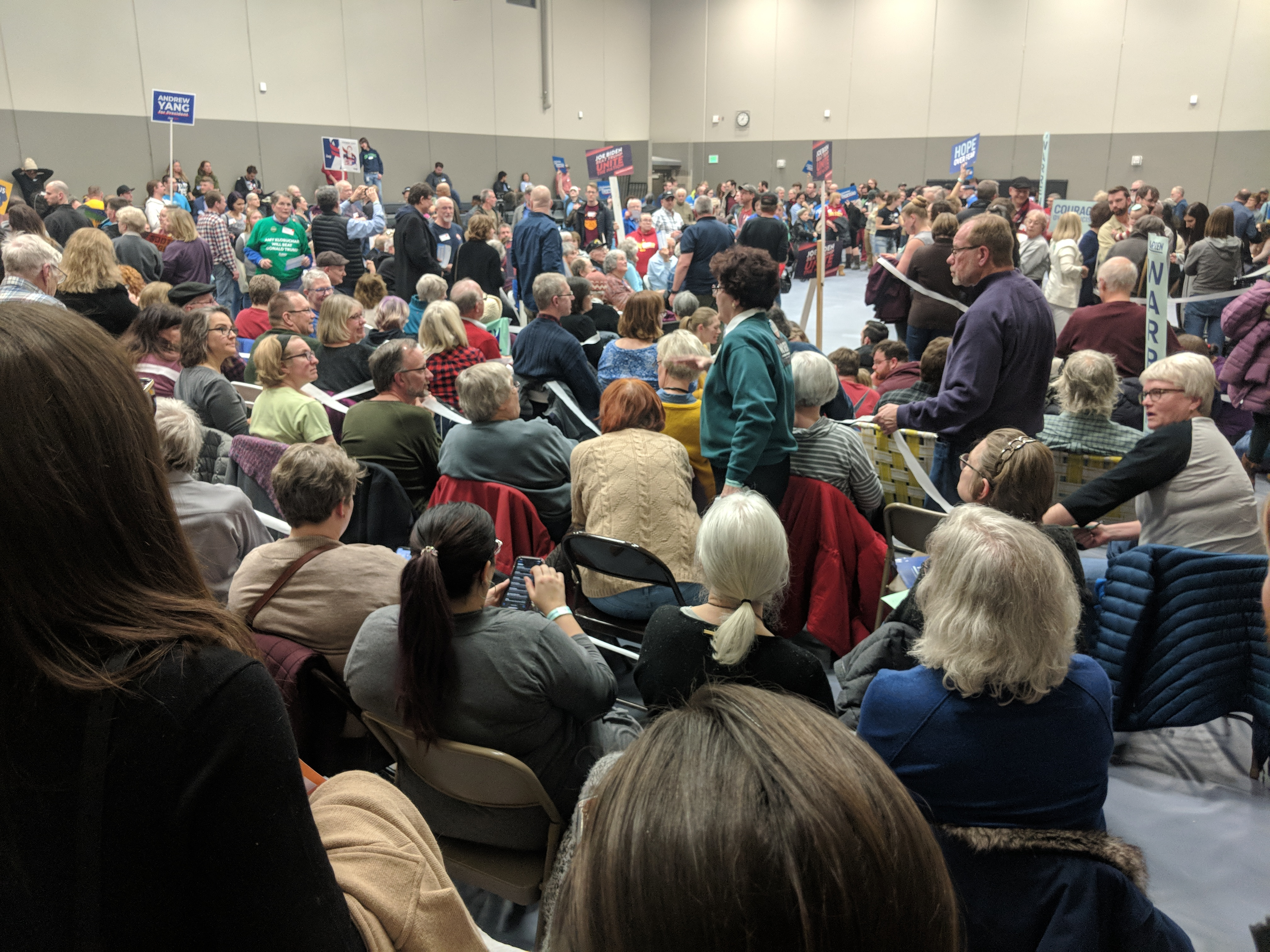
2020年2月3日アイオワ州エイムズで開かれた民主党の第15地区党員集会の様子

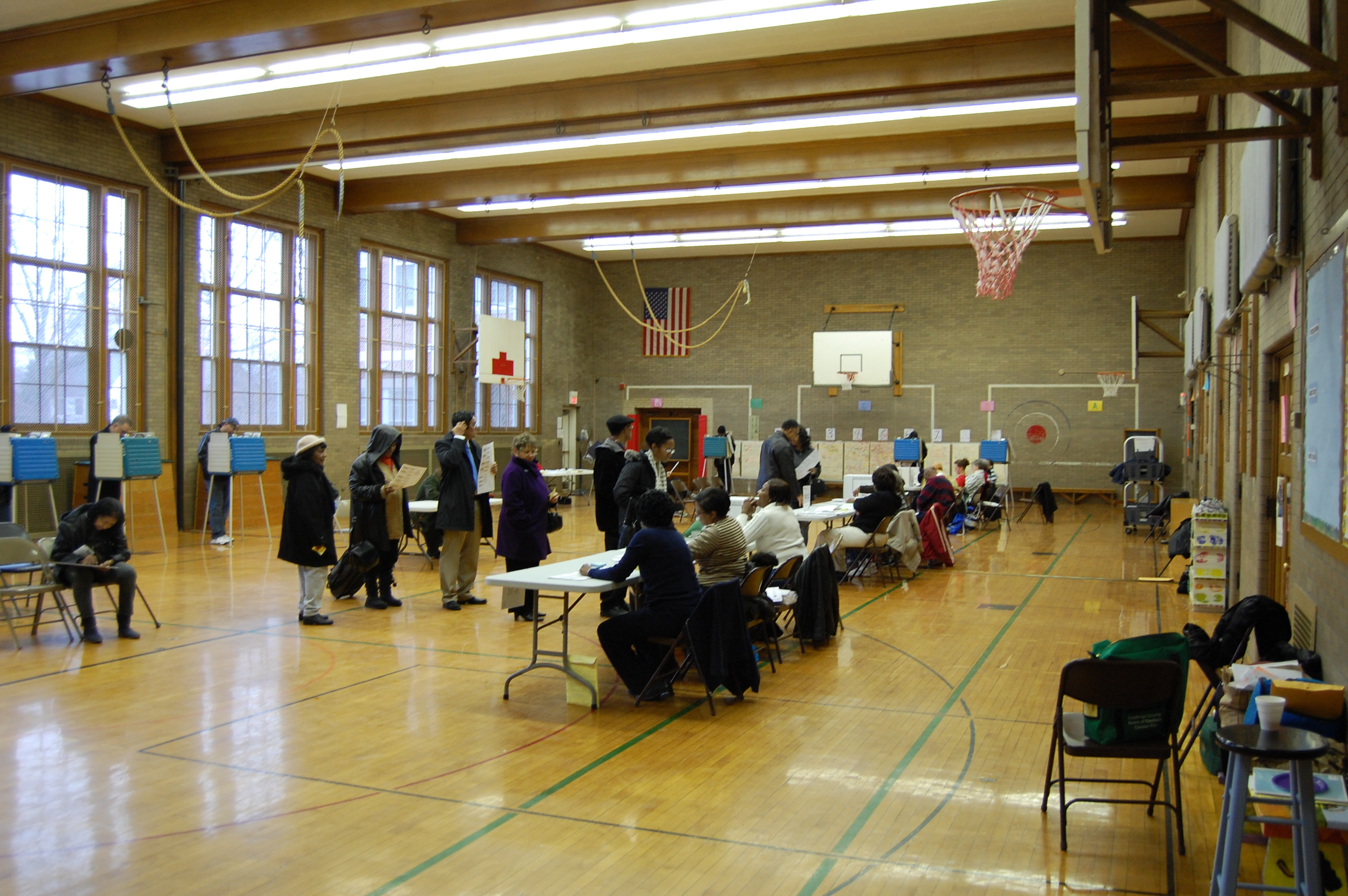
2008年3月4日オハイオ州予備選挙に投票する有権者

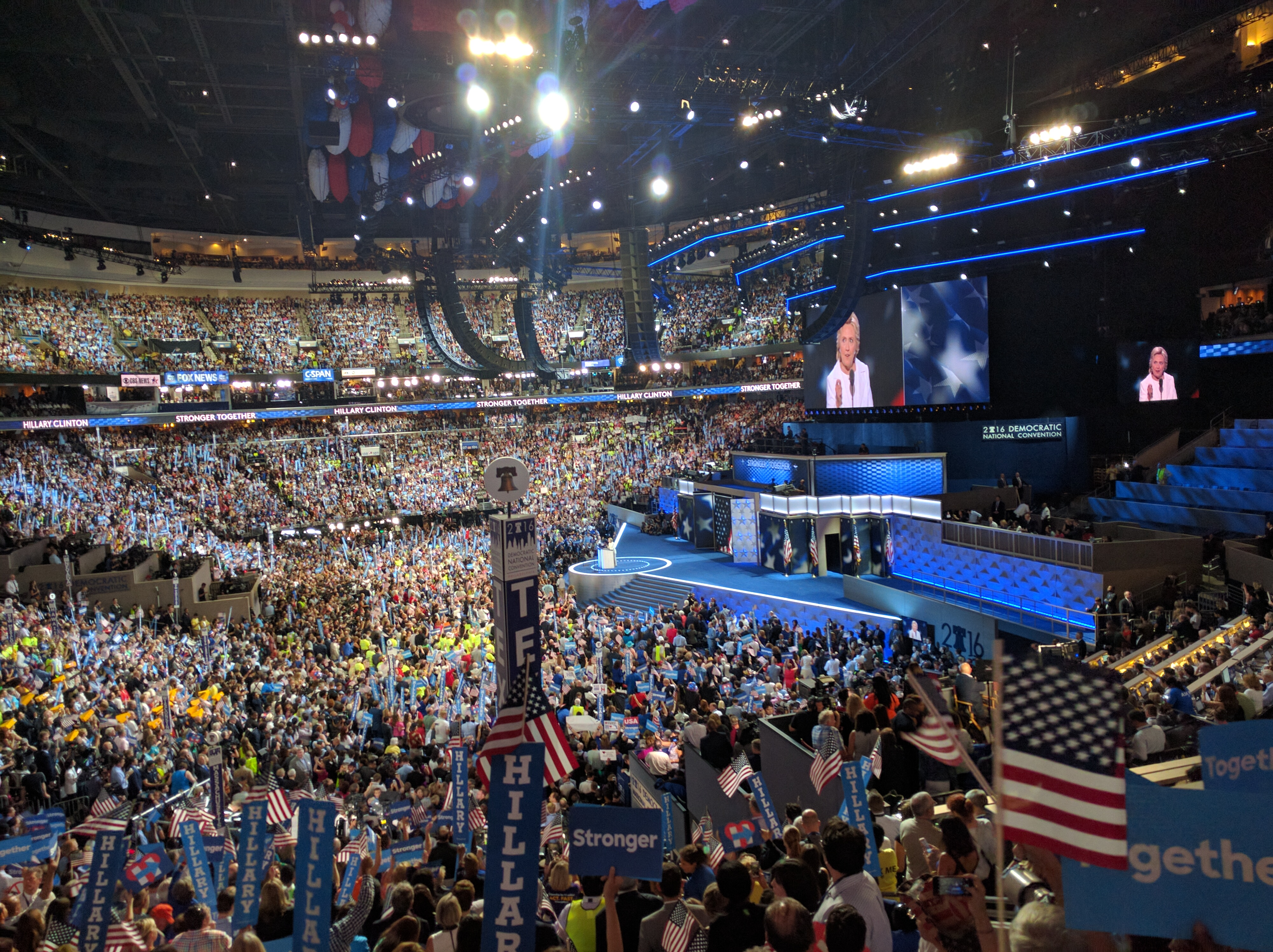
2016年7月28日の民主党全国大会の様子

党の大統領候補・副大統領候補は、民主党でも共和党でも党全国大会に出席する代議員の投票によって選出される。1972年以前の全国大会の代議員は、州レベルの地方党幹部の影響下にある者がほとんどであり、実質的に地方党組織を取り仕切る「マシーン」政治を行う「ボス」たちの間で決められていた。大統領選に向けた予備選も一応存在したが、参考程度でしかなかった。しかし1968年の民主党全国大会における混乱の影響で、1972年から指名候補の選択が一般有権者に委ねられるようになり、現在のような各州ごとに予備選挙や党員集会を行って代議員を選出するスタイルが普及した。
予備選挙は一般有権者が各地に設置された最寄りの投票所に行き、そこであらかじめ支持する候補を表明している代議員候補に無記名投票するという間接選挙制である。時間はほとんどかからない。州によって党員のみが投票できるクローズド・プライマリーである場合と、党員以外も投票できるオープン・プライマリーである場合がある。予備選挙の費用は州が負担する。
これに対して党員集会とは党員が会合によって代議員を選出する方法である。参加者は代議員への投票を挙手などで表明する。党員集会は予備選挙よりは時間を取られるものの、長くてもせいぜい数時間である。党員集会は限られた場所でしか行われないため、一般的に予備選挙より参加人数が少なくなり、熱狂的な支持者が付きやすい極端な候補や活動家が大きな影響力を持つ傾向がある。党員集会は州ではなく各州政党によって行われる。
どちらを行うかは、州ごとに様々である（両方行う州もある）。党員集会はかつて多かったが、現在は予備選挙を行う州が増えており、2020年民主党予備選挙で党員集会を行ったのはネヴァダ州、ノースダコタ州、ワイオミング州、アイオワ州の4州のみだった。
予備選挙や党員集会は大統領選挙が行われる年の1月から6月にかけて各州ごとに実施される。最初の党員集会が開かれるアイオワ州と最初の予備選挙が開かれるニューハンプシャー州はメディアの注目を集めるため、立候補者たちにとっても戦略上大きな意味を持つといわれる。1976年には「ジミーって誰なんだ？」と揶揄されていたジミー・カーターがここで突然登場して全米に名前を売り、党大統領候補の座を射止めたのはその典型である。
その後、他州でも予備選挙や党員集会が実施されていく。山場とされるのが2月から3月初旬の火曜日で各州の予備選挙や党員集会が集中するスーパー・チューズデーであり、ここでの勝敗が結果を決めることが多い。2020年3月3日のスーパーチューズデーもそれまで劣勢だったバイデンが他の中道候補の辞退で中道票を集めて左派候補バーニー・サンダースに勝利したことで、党大統領候補に選出される流れとなった。
予備選挙や党員集会で多数の支持を得た候補が党の正式な候補として選出されるのが、7月以降に実施される全国大会である。ここでは各州の代議員に加え、特別代議員と呼ばれる人々も選出に関与する。民主党の場合だと連邦議会議員や州知事、党の全国委員会の構成員、かつての大統領や副大統領、上下両院議長、院内総務などが特別代議員となる。しかし実質的には候補はそれまでの各州での予備選挙や党員集会によって決している場合が大半なので、全国大会は党の大統領候補と副大統領候補をメディアにアピールするためのセレモニーの場でしかないのが通常である。
副大統領候補は大統領候補により指名され、大統領候補とともに党全国大会で選出される。その人選は大統領候補とのバランスが意識されることが多い。例えば大統領候補がイデオロギー的に中立な人なら、副大統領候補はイデオロギー色の強い人にしたり、大統領候補が都市部出身者なら、副大統領候補は農村地帯出身者にするなどして、党員の一部が他党の候補に投票するのを防ぐ。2020年にはブラック・ライヴズ・マター（BLM）運動が高まる中での白人男性のバイデンの大統領候補選出になったことから、黒人とインド系のハーフである非白人女性のカマラ・ハリスが副大統領候補に選出されている。

### 歴代候補
| 年       | 当落     | 候補と当選者 | 候補と当選者                    | 候補と当選者                  | 候補と当選者                  | 大統領 | 大統領          |
| 年       | 当落     | 肖像         | 大統領                          | 肖像                          | 副大統領                      | 代     | 任期            |
| -------- | -------- | ------------ | ------------------------------- | ----------------------------- | ----------------------------- | ------ | --------------- |
| 1828年   | 当       |              | アンドリュー・ジャクソン        |                               | ジョン・カルフーン1           | 7代    | 1829年 - 1837年 |
| 1832年   | 当       |              | アンドリュー・ジャクソン        | マーティン・ヴァンビューレン  |                               | 7代    | 1829年 - 1837年 |
| 1836年   | 当       |              | マーティン・ヴァンビューレン    |                               | リチャード・ジョンソン        | 8代    | 1837年 - 1841年 |
| 1840年   | 落       |              | マーティン・ヴァンビューレン    |                               | リチャード・ジョンソン        |        |                 |
| 1844年   | 当       |              | ジェームズ・ポーク              |                               | ジョージ・ダラス              | 11代   | 1845年 - 1849年 |
| 1848年   | 落       |              | ルイス・カス                    |                               | ウィリアム・バトラー          |        |                 |
| 1852年   | 当       |              | フランクリン・ピアース          |                               | ウィリアム・R・キング2        | 14代   | 1853年 - 1857年 |
| 1856年   | 当       |              | ジェームズ・ブキャナン          |                               | ジョン・ブレッキンリッジ      | 15代   | 1857年 - 1861年 |
| 1860年   | 落       |              | スティーブン・ダグラス (北部)   |                               | ハーシェル・ジョンソン        |        |                 |
| 1860年   | 落       |              | ジョン・ブレッキンリッジ (南部) |                               | ジョセフ・レーン              |        |                 |
| 1864年   | 落       |              | ジョージ・マクレラン            |                               | ジョージ・ペンデルトン        |        |                 |
| 暗殺昇格 | 暗殺昇格 |              | アンドリュー・ジョンソン3       | 無し                          | 無し                          | 17代   | 1865年 - 1869年 |
| 1868年   | 落       |              | ホレイショ・シーモア            |                               | フランシス・ブレア            |        |                 |
| 1872年   | 落       |              | ホレス・グリーリー4             |                               | グラッツ・ブラウン4           |        |                 |
| 1876年   | 落5      |              | サミュエル・ティルデン          |                               | トーマス・ヘンドリックス      |        |                 |
| 1880年   | 落       |              | ウィンフィールド・ハンコック    |                               | ウィリアム・イングリッシュ    |        |                 |
| 1884年   | 当       |              | グロバー・クリーブランド        |                               | トーマス・ヘンドリックス2     | 22代   | 1885年 - 1889年 |
| 1888年   | 落5      |              | グロバー・クリーブランド        |                               | アレン・サーマン              |        |                 |
| 1892年   | 当       |              | グロバー・クリーブランド        |                               | アドレー・スティーブンソン1世 | 24代   | 1893年 - 1897年 |
| 1896年   | 落       |              | ウィリアム・ブライアン          |                               | アーサー・スウォール          |        |                 |
| 1900年   | 落       |              | ウィリアム・ブライアン          | アドレー・スティーブンソン1世 |                               |        |                 |
| 1904年   | 落       |              | アルトン・パーカー              |                               | ヘンリー・ディヴィス          |        |                 |
| 1908年   | 落       |              | ウィリアム・ブライアン          |                               | ジョン・ケーン                |        |                 |
| 1912年   | 当       |              | ウッドロウ・ウィルソン          |                               | トーマス・マーシャル          | 28代   | 1913年 - 1921年 |
| 1916年   | 当       |              | ウッドロウ・ウィルソン          |                               | トーマス・マーシャル          | 28代   | 1913年 - 1921年 |
| 1920年   | 落       |              | ジェイムズ・コックス            |                               | フランクリン・ルーズベルト    |        |                 |
| 1924年   | 落       |              | ジョン・ディヴィス              |                               | チャールズ・ブライアン        |        |                 |
| 1928年   | 落       |              | アルフレッド・スミス            |                               | ジョゼフ・ロビンソン          |        |                 |
| 1932年   | 当       |              | フランクリン・ルーズベルト      |                               | ジョン・ガーナー              | 32代   | 1933年 - 1945年 |
| 1936年   | 当       |              | フランクリン・ルーズベルト      |                               | ジョン・ガーナー              | 32代   | 1933年 - 1945年 |
| 1940年   | 当       |              | フランクリン・ルーズベルト      | ヘンリー・ウォレス            |                               | 32代   | 1933年 - 1945年 |
| 1944年   | 当       |              | フランクリン・ルーズベルト      | ハリー・トルーマン            |                               | 32代   | 1933年 - 1945年 |
| 病死昇格 | 病死昇格 |              | ハリー・トルーマン              |                               | 無し                          | 33代   | 1945年 - 1953年 |
| 1948年   | 当       |              | ハリー・トルーマン              | アルバン・バークリー          |                               | 33代   | 1945年 - 1953年 |
| 1952年   | 落       |              | アドレー・スティーブンソン2世   |                               | ジョン・スパークマン          |        |                 |
| 1956年   | 落       |              | アドレー・スティーブンソン2世   | エステス・キーフォーヴァー    |                               |        |                 |
| 1960年   | 当       |              | ジョン・F・ケネディ             |                               | リンドン・ジョンソン          | 35代   | 1961年 - 1963年 |
| 暗殺昇格 | 暗殺昇格 |              | リンドン・ジョンソン            |                               | 無し                          | 36代   | 1963年 - 1969年 |
| 1964年   | 当       |              | リンドン・ジョンソン            | ヒューバート・ハンフリー      |                               | 36代   | 1963年 - 1969年 |
| 1968年   | 落       |              | ヒューバート・ハンフリー        |                               | エドマンド・マスキー          |        |                 |
| 1972年   | 落       |              | ジョージ・マクガヴァン          |                               | サージャント・シュライバー    |        |                 |
| 1976年   | 当       |              | ジミー・カーター                |                               | ウォルター・モンデール        | 39代   | 1977年 - 1981年 |
| 1980年   | 落       |              | ジミー・カーター                |                               | ウォルター・モンデール        |        |                 |
| 1984年   | 落       |              | ウォルター・モンデール          |                               | ジェラルディン・フェラーロ    |        |                 |
| 1988年   | 落       |              | マイケル・デュカキス            |                               | ロイド・ベンツェン            |        |                 |
| 1992年   | 当       |              | ビル・クリントン                |                               | アル・ゴア                    | 42代   | 1993年 - 2001年 |
| 1996年   | 当       |              | ビル・クリントン                |                               | アル・ゴア                    | 42代   | 1993年 - 2001年 |
| 2000年   | 落5      |              | アル・ゴア                      |                               | ジョー・リーバーマン          |        |                 |
| 2004年   | 落       |              | ジョン・ケリー                  |                               | ジョン・エドワーズ            |        |                 |
| 2008年   | 当       |              | バラク・オバマ                  |                               | ジョー・バイデン              | 44代   | 2009年 - 2017年 |
| 2012年   | 当       |              | バラク・オバマ                  |                               | ジョー・バイデン              | 44代   | 2009年 - 2017年 |
| 2016年   | 落5      |              | ヒラリー・クリントン            |                               | ティム・ケイン                |        |                 |
| 2020年   | 当       |              | ジョー・バイデン                |                               | カマラ・ハリス                | 46代   | 2021年 -        |
| 2024年   | 落       |              | カマラ・ハリス                  |                               | ティム・ウォルズ              |        |                 |

1. ^ 辞任
2. ^ 在任中に死去したため後任無し。
3. ^ 共和党のエイブラハム・リンカーン大統領の副大統領、リンカーンが暗殺されたため昇格。
4. ^ グリーリーとブラウンは民主党と自由共和党の両党から指名された。グリーリーは選挙後間もなく死去した。
5. ^ 得票数では最多得票を得たが、選挙人団を過半数確保できず落選した。

## 連邦議会における党

### 連邦議会の党指導部
連邦議会内においては、民主党・共和党ともに下院の院内総務とその補佐役の院内幹事を中心とする党指導部が意見集約を図るのが一般的となっている。
ただし議会内の党の規律はさほど強固ではない。議員には議院内閣制の国におけるような党議拘束が課されることはなく、議会内の党指導部の方針に逆らったとしても党を除籍されたり、再選や議会内での出世に致命的な悪影響が及ぶようなことはない。むしろ委員会や本会議における議案の採決ではそれぞれの党の議員が自由に賛成票や反対票を投じる「交差投票」（cross voting）になることが多く、下院議長を選出する場合などを除いては多数党も少数党も離反者が出るのが一般的となっている。
歴史的には連邦政府がさほど重要な役割を果たさず、議員のポストがパトロネージに基づいて配分された19世紀から20世紀への世紀転換期には連邦議会議員の行動はほぼ党派に分かれて行われるものだったが、20世紀以降は議会政党の規律は弱まった。「皇帝」と称された下院議長ジョセフ・ガーニー・キャノンが失脚（1910年）したことや、20世紀初頭から大統領権限が強化されるようになったことがこの傾向を強めたとされる。
ただし1960年代以降には党派対立が深まったり、大統領の果たす役割が大きくなってコートテイル現象（連邦議会選挙の結果が大統領選挙の結果と連動する現象）が発生しやすくなったことがあって、とりわけ下院の重要法案採決について政党規律が強まっているとの指摘がある。特に近年は選挙資金が増大傾向にあるため、各候補たちは政党から支給される資金への依存度を高めており、結果、党の政治活動委員会（PAC）の資金配分に関わる政党指導部が議員たちへの影響力を強めているのではないかと考えられている。
加えて、各議員の委員会への配属や、議会での発言の機会、その時間の決定などに政党が大きな役割を果たすようになったことも議員の党指導部への忠誠が強くなる傾向に拍車をかけている。また自らの再選のため重要な法案を通す場合には他の候補との協力が必要であり（ログ・ローリングと呼ばれる）、その取引コストを低下させるためにも政党を意識した行動をする議員が増えてきている。

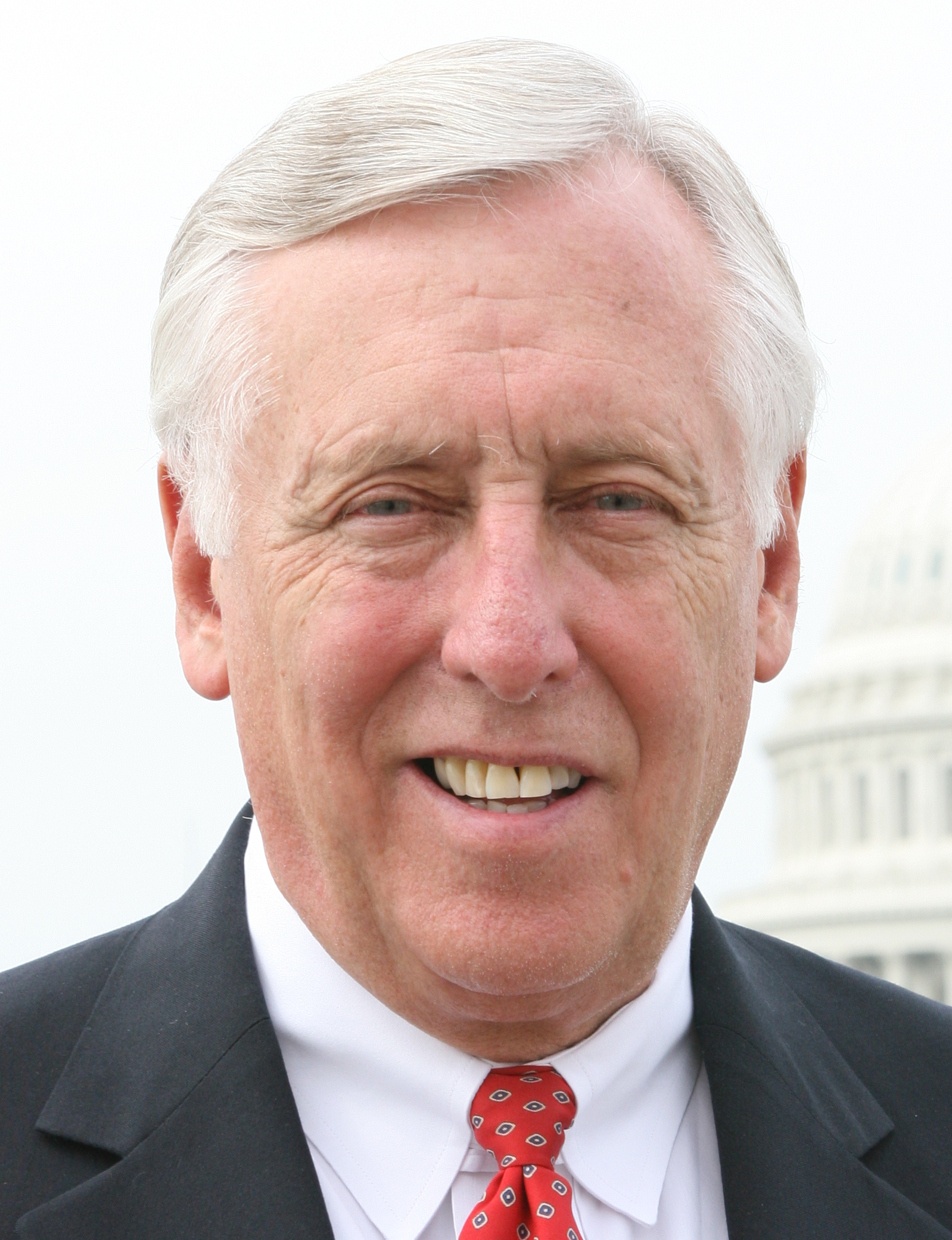
現在の民主党下院院内総務ステニー・ホイヤー（英語版）
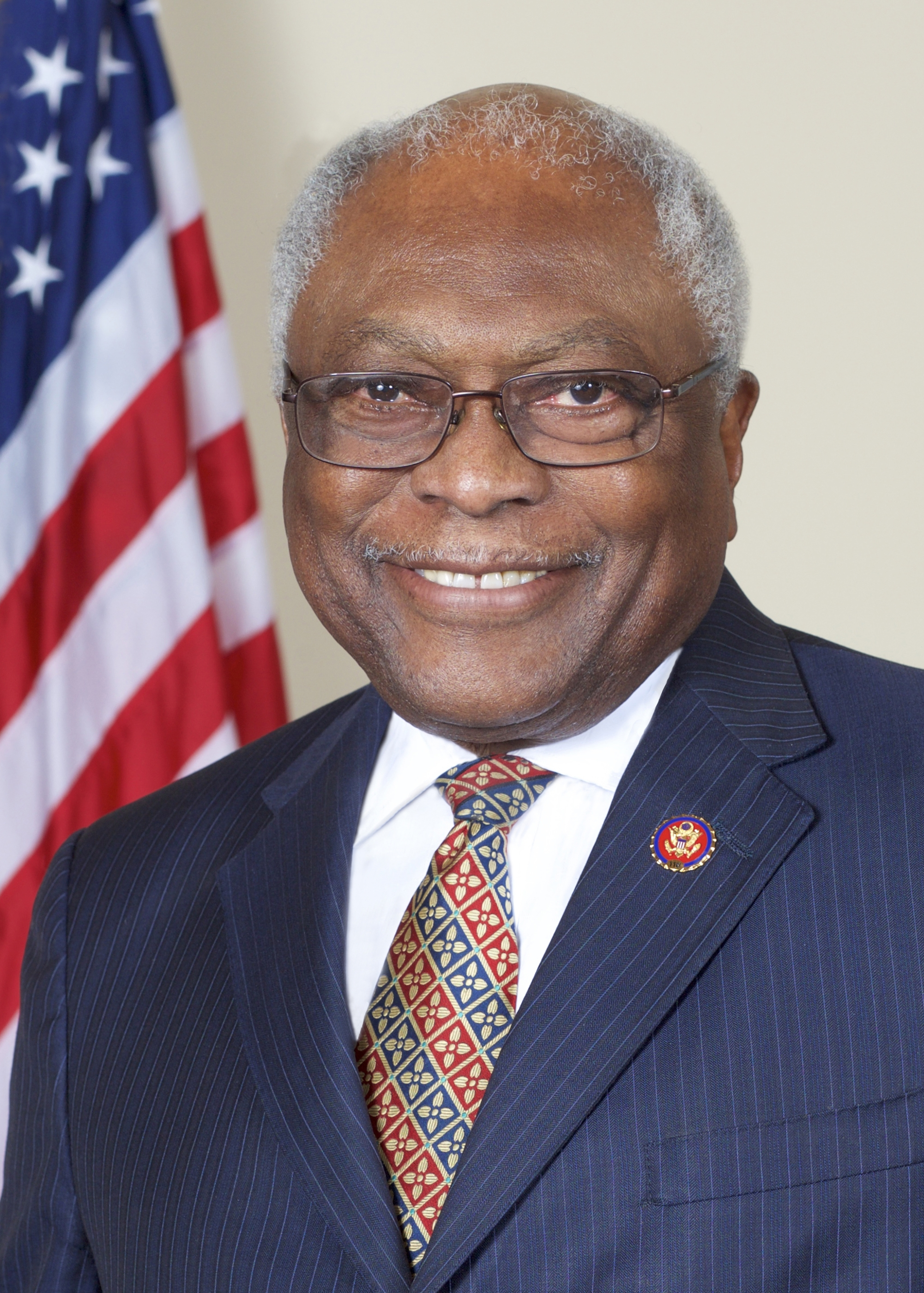
現在の民主党下院院内幹事ジム・クライバーン（英語版）
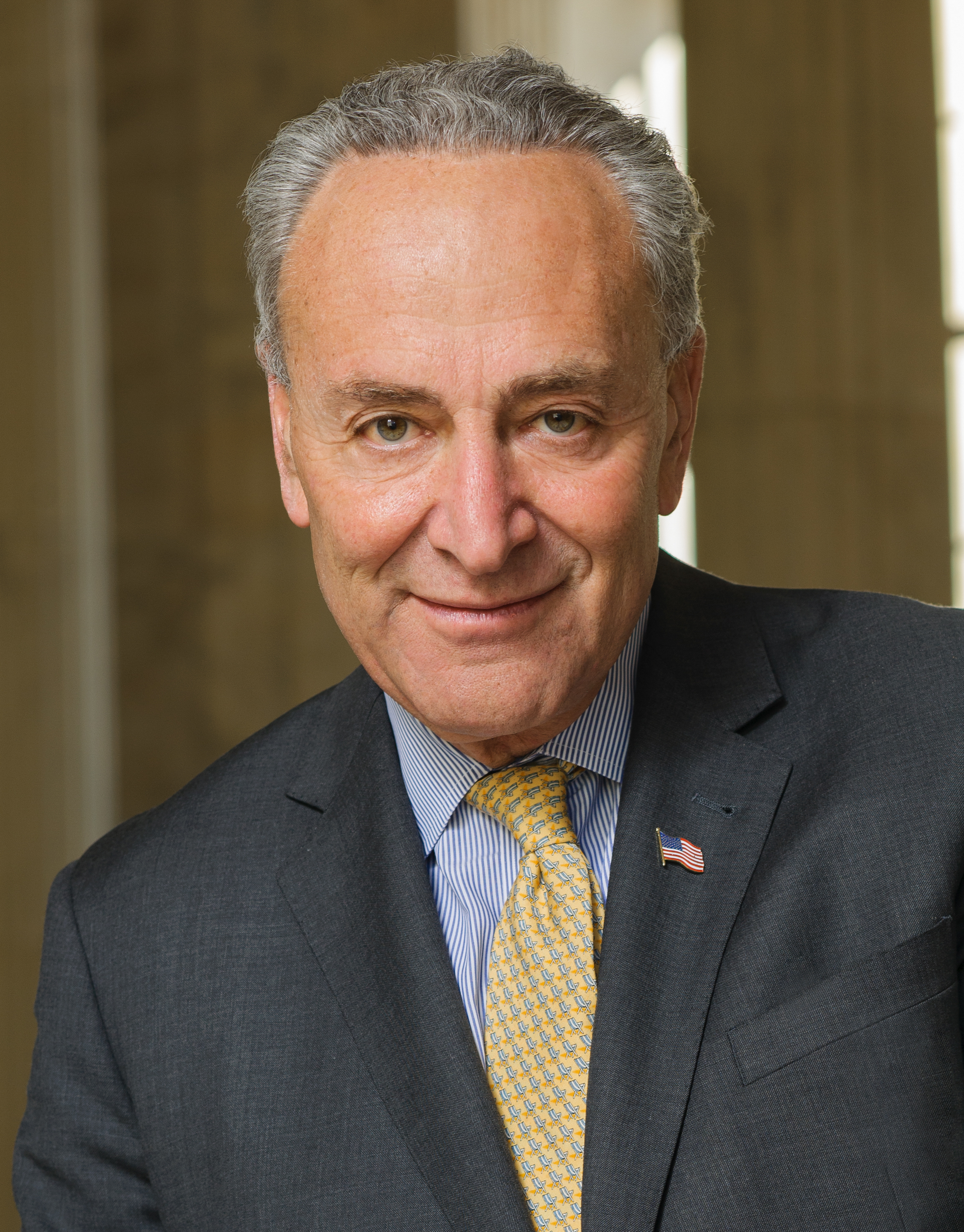
現在の民主党上院院内総務チャック・シューマー
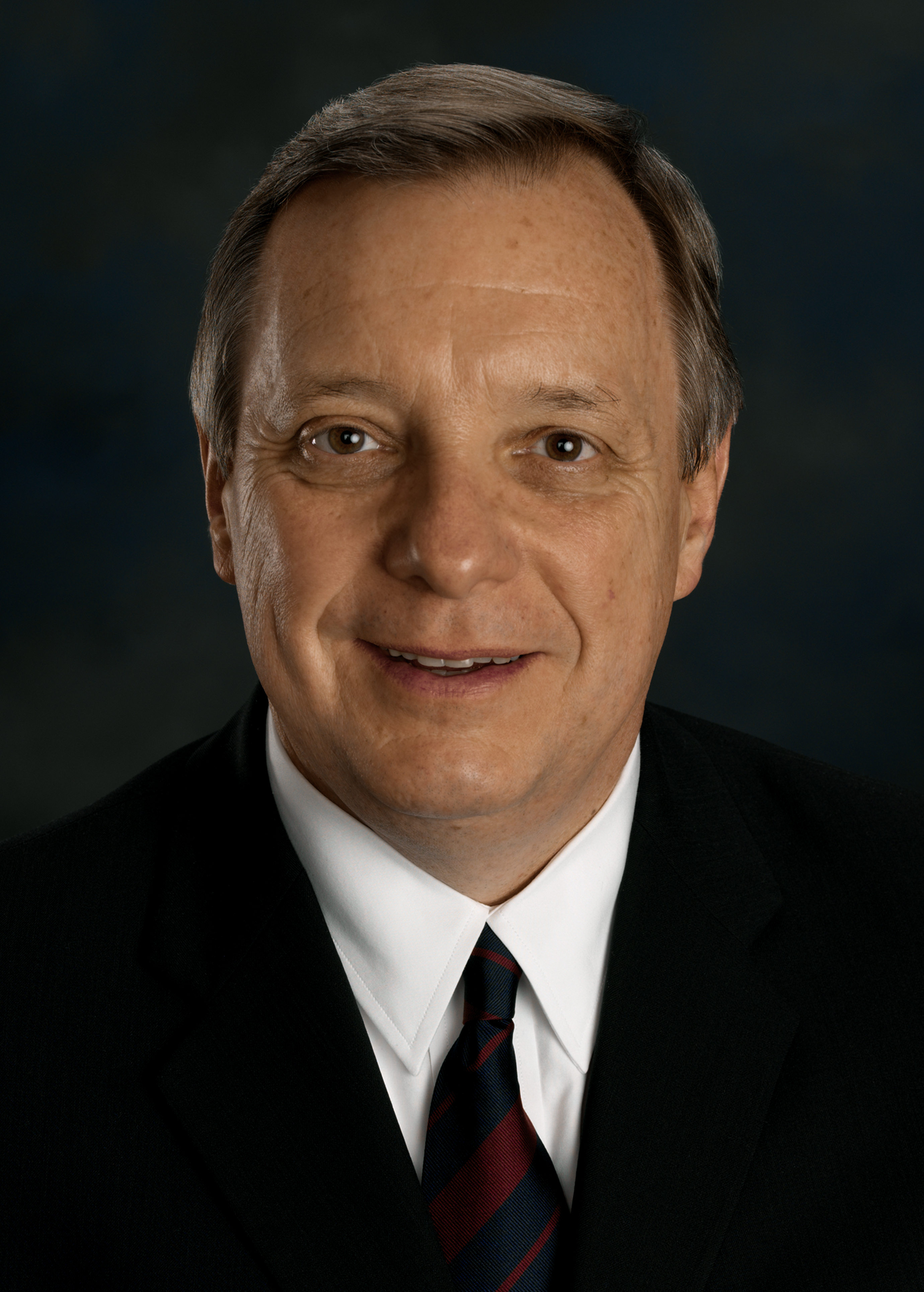
現在の民主党上院院内幹事ディック・ダービン（英語版）

### 連邦議会の党勢
| 下院      | 下院      | 下院  |                                | 大統領1  |       | 上院      | 上院 | 上院 |
| 選挙年    | 獲得議席1 | 増減2 | 獲得議席1                      | 大統領1  | 増減2 | 選挙年    |      |      |
| 1828/29年 | 136 / 213 |       | アンドリュー・ジャクソン       | 26 / 48  |       | 1828/29年 |      |      |
| 1830/31年 | 126 / 213 | 10    | アンドリュー・ジャクソン       | 26 / 48  | 1     | 1830/31年 |      |      |
| 1832/33年 | 143 / 240 | 17    | アンドリュー・ジャクソン       | 21 / 48  | 3     | 1832/33年 |      |      |
| 1834/35年 | 148 / 242 | 5     | アンドリュー・ジャクソン       | 22 / 48  | 1     | 1834/35年 |      |      |
| 1836/37年 | 132 / 242 | 12    | マーティン・ヴァン・ビューレン | 34 / 52  | 3     | 1836/37年 |      |      |
| 1838/39年 | 126 / 242 | 2     | マーティン・ヴァン・ビューレン | 28 / 52  | 7     | 1838/39年 |      |      |
| 1840/41年 | 98 / 242  | 28    | ジョン・タイラー3              | 22 / 52  | 7     | 1840/41年 |      |      |
| 1842/43年 | 146 / 223 | 484   | ジョン・タイラー3              | 23 / 54  | 3     | 1842/43年 |      |      |
| 1844/45年 | 140 / 224 | 8     | ジェームズ・ノックス・ポーク   | 27 / 54  | 3     | 1844/45年 |      |      |
| 1846/47年 | 109 / 230 | 30    | ジェームズ・ノックス・ポーク   | 35 / 58  | 2     | 1846/47年 |      |      |
| 1848/49年 | 115 / 233 | 5     | ザカリー・テイラー             | 33 / 62  | 5     | 1848/49年 |      |      |
| 1850/51年 | 117 / 233 | 2     | ミラード・フィルモア           | 33 / 62  | 2     | 1850/51年 |      |      |
| 1852/53年 | 150 / 234 | 33    | フランクリン・ピアース         | 35 / 62  | 1     | 1852/53年 |      |      |
| 1854/55年 | 81 / 234  | 69    | フランクリン・ピアース         | 33 / 62  | 3     | 1854/55年 |      |      |
| 1856/57年 | 132 / 237 | 49    | ジェームズ・ブキャナン         | 34 / 62  | 3     | 1856/57年 |      |      |
| 1858/59年 | 83 / 238  | 49    | ジェームズ・ブキャナン         | 38 / 66  | 4     | 1858/59年 |      |      |
| 1860/61年 | 44 / 183  | 54    | エイブラハム・リンカーン       | 30 / 68  | 8     | 1860/61年 |      |      |
| 1862/63年 | 72 / 184  | 27    | エイブラハム・リンカーン       | 10 / 68  | 1     | 1862/63年 |      |      |
| 1864/65年 | 33 / 193  | 39    | エイブラハム・リンカーン       | 9 / 72   | 1     | 1864/65年 |      |      |
| 1866/67年 | 47 / 224  | 14    | アンドリュー・ジョンソン       | 10 / 72  | 0     | 1866/67年 |      |      |
| 1868/69年 | 67 / 243  | 20    | ユリシーズ・グラント           | 9 / 74   | 0     | 1868/69年 |      |      |
| 1870/71年 | 94 / 243  | 335   | ユリシーズ・グラント           | 14 / 74  | 3     | 1870/71年 |      |      |
| 1872/73年 | 85 / 292  | 9     | ユリシーズ・グラント           | 19 / 74  | 2     | 1872/73年 |      |      |
| 1874/75年 | 180 / 293 | 92    | ユリシーズ・グラント           | 28 / 74  | 9     | 1874/75年 |      |      |
| 1876/77年 | 155 / 293 | 25    | ラザフォード・ヘイズ           | 35 / 76  | 5     | 1876/77年 |      |      |
| 1878/79年 | 141 / 293 | 14    | ラザフォード・ヘイズ           | 42 / 76  | 6     | 1878/79年 |      |      |
| 1880年    | 128 / 293 | 13    | ジェームズ・ガーフィールド     | 37 / 76  | 5     | 1880/81年 |      |      |
| 1882年    | 196 / 325 | 68    | チェスター・A・アーサー        | 36 / 76  | 1     | 1882/83年 |      |      |
| 1884年    | 182 / 325 | 14    | グロバー・クリーブランド       | 34 / 76  | 2     | 1884/85年 |      |      |
| 1886年    | 167 / 325 | 15    | グロバー・クリーブランド       | 36 / 76  | 2     | 1886/87年 |      |      |
| 1888年    | 152 / 332 | 15    | ベンジャミン・ハリソン         | 37 / 76  | 0     | 1888/89年 |      |      |
| 1890年    | 238 / 332 | 86    | ベンジャミン・ハリソン         | 39 / 85  | 2     | 1890/91年 |      |      |
| 1892年    | 218 / 356 | 20    | グロバー・クリーブランド       | 42 / 88  | 3     | 1892/93年 |      |      |
| 1894年    | 93 / 356  | 105   | グロバー・クリーブランド       | 40 / 88  | 4     | 1894/95年 |      |      |
| 1896年    | 124 / 357 | 31    | ウィリアム・マッキンリー       | 32 / 90  | 7     | 1896/97年 |      |      |
| 1898年    | 161 / 357 | 37    | ウィリアム・マッキンリー       | 25 / 90  | 9     | 1898/99年 |      |      |
| 1900年    | 151 / 357 | 10    | ウィリアム・マッキンリー       | 28 / 90  | 2     | 1900/01年 |      |      |
| 1902年    | 176 / 386 | 25    | セオドア・ルーズベルト         | 32 / 90  | 3     | 1902/03年 |      |      |
| 1904年    | 135 / 386 | 41    | セオドア・ルーズベルト         | 31 / 90  | 2     | 1904/05年 |      |      |
| 1906年    | 167 / 391 | 32    | セオドア・ルーズベルト         | 28 / 90  | 5     | 1906/07年 |      |      |
| 1908年    | 172 / 391 | 5     | ウィリアム・タフト             | 31 / 92  | 0     | 1908/09年 |      |      |
| 1910年    | 227 / 435 | 55    | ウィリアム・タフト             | 40 / 92  | 7     | 1910/11年 |      |      |
| 1912年    | 291 / 435 | 62    | ウッドロウ・ウィルソン         | 47 / 96  | 4     | 1912/13年 |      |      |
| 1914年    | 230 / 435 | 61    | ウッドロウ・ウィルソン         | 53 / 96  | 3     | 1914年    |      |      |
| 1916年    | 214 / 435 | 166   | ウッドロウ・ウィルソン         | 54 / 96  | 2     | 1916年    |      |      |
| 1918年    | 192 / 435 | 22    | ウッドロウ・ウィルソン         | 47 / 96  | 6     | 1918年    |      |      |
| 1920年    | 131 / 435 | 61    | ウォレン・ハーディング         | 37 / 96  | 10    | 1920年    |      |      |
| 1922年    | 207 / 435 | 76    | ウォレン・ハーディング         | 42 / 96  | 6     | 1922年    |      |      |
| 1924年    | 183 / 435 | 24    | カルビン・クーリッジ           | 41 / 96  | 2     | 1924年    |      |      |
| 1926年    | 194 / 435 | 11    | カルビン・クーリッジ           | 46 / 96  | 7     | 1926年    |      |      |
| 1928年    | 164 / 435 | 30    | ハーバート・フーバー           | 39 / 96  | 6     | 1928年    |      |      |
| 1930年    | 216 / 435 | 52    | ハーバート・フーバー           | 47 / 96  | 8     | 1930年    |      |      |
| 1932年    | 313 / 435 | 97    | フランクリン・ルーズベルト     | 58 / 96  | 11    | 1932年    |      |      |
| 1934年    | 322 / 435 | 9     | フランクリン・ルーズベルト     | 69 / 96  | 9     | 1934年    |      |      |
| 1936年    | 334 / 435 | 12    | フランクリン・ルーズベルト     | 74 / 96  | 5     | 1936年    |      |      |
| 1938年    | 262 / 435 | 72    | フランクリン・ルーズベルト     | 69 / 96  | 8     | 1938年    |      |      |
| 1940年    | 267 / 435 | 5     | フランクリン・ルーズベルト     | 66 / 96  | 3     | 1940年    |      |      |
| 1942年    | 222 / 435 | 45    | フランクリン・ルーズベルト     | 57 / 96  | 8     | 1942年    |      |      |
| 1944年    | 242 / 435 | 20    | フランクリン・ルーズベルト     | 57 / 96  | 1     | 1944年    |      |      |
| 1946年    | 188 / 435 | 54    | ハリー・S・トルーマン          | 45 / 96  | 11    | 1946年    |      |      |
| 1948年    | 263 / 435 | 75    | ハリー・S・トルーマン          | 54 / 96  | 9     | 1948年    |      |      |
| 1950年    | 235 / 435 | 28    | ハリー・S・トルーマン          | 49 / 96  | 5     | 1950年    |      |      |
| 1952年    | 213 / 435 | 22    | ドワイト・D・アイゼンハワー    | 47 / 96  | 2     | 1952年    |      |      |
| 1954年    | 232 / 435 | 19    | ドワイト・D・アイゼンハワー    | 49 / 96  | 2     | 1954年    |      |      |
| 1956年    | 234 / 435 | 2     | ドワイト・D・アイゼンハワー    | 49 / 96  | 0     | 1956年    |      |      |
| 1958年    | 283 / 435 | 49    | ドワイト・D・アイゼンハワー    | 64 / 98  | 15    | 1958年    |      |      |
| 1960年    | 262 / 435 | 21    | ジョン・F・ケネディ            | 64 / 100 | 1     | 1960年    |      |      |
| 1962年    | 258 / 435 | 4     | ジョン・F・ケネディ            | 66 / 100 | 3     | 1962年    |      |      |
| 1964年    | 295 / 435 | 37    | リンドン・ジョンソン           | 68 / 100 | 2     | 1964年    |      |      |
| 1966年    | 248 / 435 | 47    | リンドン・ジョンソン           | 64 / 100 | 3     | 1966年    |      |      |
| 1968年    | 243 / 435 | 5     | リチャード・ニクソン           | 57 / 100 | 5     | 1968年    |      |      |
| 1970年    | 255 / 435 | 12    | リチャード・ニクソン           | 54 / 100 | 3     | 1970年    |      |      |
| 1972年    | 242 / 435 | 13    | リチャード・ニクソン           | 56 / 100 | 2     | 1972年    |      |      |
| 1974年    | 291 / 435 | 49    | ジェラルド・フォード           | 60 / 100 | 4     | 1974年    |      |      |
| 1976年    | 292 / 435 | 1     | ジミー・カーター               | 61 / 100 | 0     | 1976年    |      |      |
| 1978年    | 277 / 435 | 15    | ジミー・カーター               | 58 / 100 | 3     | 1978年    |      |      |
| 1980年    | 243 / 435 | 34    | ロナルド・レーガン             | 46 / 100 | 12    | 1980年    |      |      |
| 1982年    | 269 / 435 | 26    | ロナルド・レーガン             | 46 / 100 | 1     | 1982年    |      |      |
| 1984年    | 253 / 435 | 16    | ロナルド・レーガン             | 47 / 100 | 2     | 1984年    |      |      |
| 1986年    | 258 / 435 | 5     | ロナルド・レーガン             | 55 / 100 | 8     | 1986年    |      |      |
| 1988年    | 260 / 435 | 2     | ジョージ・H・W・ブッシュ       | 55 / 100 | 1     | 1988年    |      |      |
| 1990年    | 267 / 435 | 7     | ジョージ・H・W・ブッシュ       | 56 / 100 | 1     | 1990年    |      |      |
| 1992年    | 258 / 435 | 9     | ビル・クリントン               | 57 / 100 | 1     | 1992年    |      |      |
| 1994年    | 204 / 435 | 54    | ビル・クリントン               | 47 / 100 | 10    | 1994年    |      |      |
| 1996年    | 206 / 435 | 2     | ビル・クリントン               | 45 / 100 | 2     | 1996年    |      |      |
| 1998年    | 211 / 435 | 5     | ビル・クリントン               | 45 / 100 | 0     | 1998年    |      |      |
| 2000年    | 212 / 435 | 1     | ジョージ・W・ブッシュ          | 50 / 100 | 57    | 2000年    |      |      |
| 2002年    | 204 / 435 | 7     | ジョージ・W・ブッシュ          | 49 / 100 | 2     | 2002年    |      |      |
| 2004年    | 202 / 435 | 2     | ジョージ・W・ブッシュ          | 45 / 100 | 4     | 2004年    |      |      |
| 2006年    | 233 / 435 | 31    | ジョージ・W・ブッシュ          | 51 / 100 | 68    | 2006年    |      |      |
| 2008年    | 257 / 435 | 21    | バラク・オバマ                 | 59 / 100 | 88    | 2008年    |      |      |
| 2010年    | 193 / 435 | 63    | バラク・オバマ                 | 53 / 100 | 68    | 2010年    |      |      |
| 2012年    | 201 / 435 | 8     | バラク・オバマ                 | 55 / 100 | 28    | 2012年    |      |      |
| 2014年    | 188 / 435 | 13    | バラク・オバマ                 | 46 / 100 | 98    | 2014年    |      |      |
| 2016年    | 194 / 435 | 6     | ドナルド・トランプ             | 48 / 100 | 28    | 2016年    |      |      |
| 2018年    | 235 / 435 | 41    | ドナルド・トランプ             | 47 / 100 | 18    | 2018年    |      |      |
| 2020年    | 222 / 435 | 13    | ジョー・バイデン               | 50 / 100 | 389   | 2020年    |      |      |
| 2022年    | 213 / 435 | 9     | ジョー・バイデン               | 51 / 100 | 18    | 2022年    |      |      |

1. ^ 獲得議席の欄の色は多数派を占めた政党色。大統領の欄の色は大統領の所属党派。  民主党  共和党  ホイッグ党  国民共和党
2. ^ 選挙の直前と直後の比較
3. ^ 大統領就任後にホイッグ党を除籍された
4. ^ 「償還」民主党4議席を含む
5. ^ Dubin, Michael J. (March 1, 1998). United States Congressional Elections, 1788-1997: The Official Results of the Elections of the 1st Through 105th Congresses. McFarland and Company. ISBN 978-0786402830p221は、9人から10人の議員を「保守派」とし分類し、民主党議員は94人とカウントしている。一方Martis, Kenneth C. (January 1, 1989). The Historical Atlas of Political Parties in the United States Congress, 1789-1989. Macmillan Publishing Company. ISBN 978-0029201701pp124-125は、区別せず民主党議員を104人としている。
6. ^ 進歩党3議席と社会党1議席と連合を組んで過半数を維持。
7. ^ 副大統領ディック・チェイニー（副大統領は上院議長を兼務）は共和党上院議員ジム・ジェフォーズ（英語版）が共和党を離党して民主党へ移るまで議長決裁で共和党に上院の過半数を与えていた。
8. ^ 民主党と連携する2人の無所属議員（バーニー・サンダースとアンガス・キング（英語版））を含む。
9. ^ 副大統領カマラ・ハリスは2021年バイデン大統領就任式以来、議長決裁で民主党に上院の過半数を与えている[167]。